# Papen (Adelsgeschlecht)

Wappen derer von Papen, Wappenspruch: Si deus pro nobis, quis contra nos?! („Wenn Gott für uns [ist], wer [dann noch] gegen uns?!“)

Papen (auch Pape) ist der Name eines westfälischen Adelsgeschlechts, das aufgrund der im Mittelalter verliehenen Erbsälzerrechte auch als Erbsälzergeschlecht bezeichnet wird. Sie gehören gemeinsam mit dem Geschlecht derer von Lilien als letzte heute noch überlebende Mitglieder dem Collegium der Erbsälzer zu Werl an.
Das Geschlecht ist zu unterscheiden von der im Jahr 1779 in den Reichsadelsstand erhobenen evangelischen Familie aus Wolfenbüttel im Kurfürstentum Braunschweig-Lüneburg, die bis heute auf Gütern in Niedersachsen ansässig ist.

## Geschichte
Der ursprüngliche Name des Geschlechtes lautete Pape und entstand vermutlich im 10. oder 11. Jh. im Raum der heutigen Städte Werl, Soest und Arnsberg. Er ist klerikalen Ursprungs. Damals gab es noch keinen Zölibat. Priester bildeten Geschlechterlinien und häuften große Vermögen an. Dies war der Anlass zur Einführung desselben durch den Papst. Die männlichen Angehörigen der Familie waren ursprünglich Priester oder Sälzer. Einzelne wurden auch zu Rittern. Der Name Pape erscheint erstmals mit Theodorius Pape (um 1020–1094). Im Jahre 1247 wird ein Rotgerus Pape, genannt „Clericus“, Ritter im Gefolge der Grafen von Arnsberg erwähnt. Dieser wird 1262 Vogt der Stadt Soest und erhält von König Richard (1257–1272) den Königsbann zur Ausübung der Vogtei-Gerichtsbarkeit. Im Jahre 1277 verkauft Ludwig Pape, genannt Witte (Weise), dem Knappen Arnulf von Almen ein Gut zu Dorsten. Ein weiteres herausragendes Mitglied der Familie ist 1290 der Hofmarschall Johannes Pape.
1308 erscheinen bei dem Verkaufe von Gütern an Ludwig Graf von Arnsberg die Gebrüder Heinrich und Hermann Pape und Ersterer verzichtet 1323 zu Gunsten des Klosters Oelinghausen auf sein Eigentumsrecht an den Hof zu Altenlinne. 1328 werden Johann Pape (Bürgermeister zu Soest und drei Ratsherren) auf der Godesburg (bei Bonn) vom Erzbischof von Köln mit allen Rechten der Stadt Soest belehnt. 1362 bewohnen die Sälzer Wilhelm und Betekin dikti Pape zu Werl ein Salzhaus.

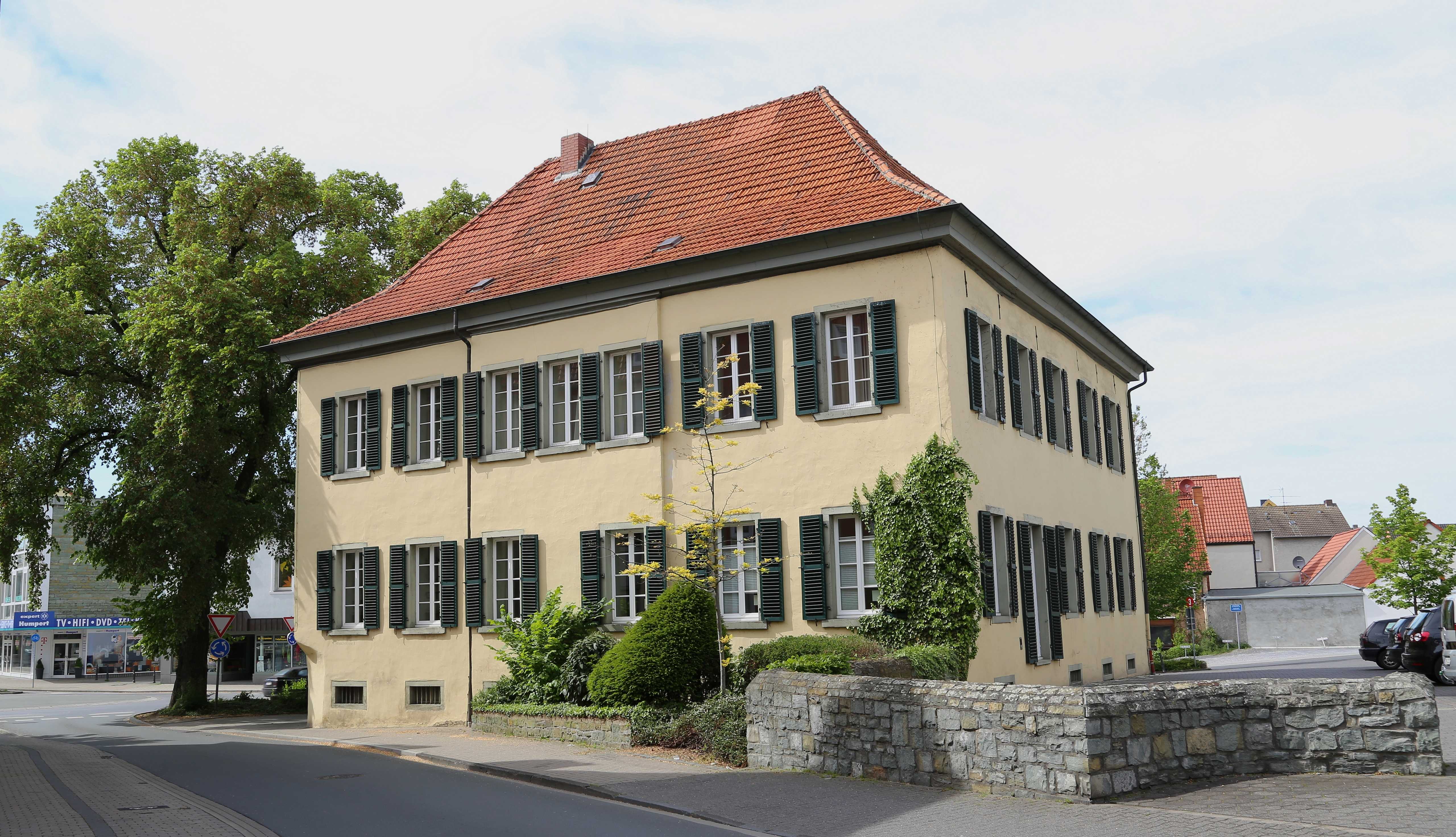
Haus von Papen (Werl)

Neben diesen Angehörigen des Geschlechts sind die am 11. Mai 1298 mit Albertus dictus Papa und seinem Sohn Hermannus dictus Edelinc als Bürger und Sälzer zu Werl genannten Mitglieder der Familie wesentliche Hinweise, dass das Geschlecht seit frühester Zeit dem Ritterhandwerk und dem Betreiben von Salinen in Werl nachgegangen ist. Einige werden in den Urkunden Burgmänner genannt. Das sind Ritter, die dem Ministerialadel angehören. In den ältesten Urkunden wird das Geschlecht der Papes als liberi homines salinarii bezeichnet. Diese Bezeichnung weist auf die enge Verbindung zu den Salzquellen im Gebiet der heutigen Stadt Werl hin, an der Mitglieder der Familie Anteile besaßen. Die Salzquellen bei Werl sind bereits seit Jahrtausenden von frühen Menschen intensiv genutzt worden, wie die Funde von steinzeitlichen Artefakten nachweisen. Die Stadt Werl entwickelte sich aus dieser uralten Nutzung der Salzquellen an ihrem Standort.
Das Erbsälzercollegium in Werl, dem die von Papen zusammen mit den Familien von Benditt, Bock, Zelion genannt Brandis, Crispen, Klingenberg (genannt Schöler), Lilien, Mellin und weiteren angehörten, genoss schon seit Karl dem Großen eine herausragende Stellung, wie aus einer schriftlichen Urkunde des Hl. Suitbertus, dem Apostel Westfalens, zu entnehmen ist. Er nennt als Grund hierfür, dass ihre Teilhaber die ersten waren, die sich zum christlichen Glauben bekannten („idem itera Suitbertus hospitatus est in Werlaon apud liberos homnines solinarios adhuc catechumenos in casis[...]“).

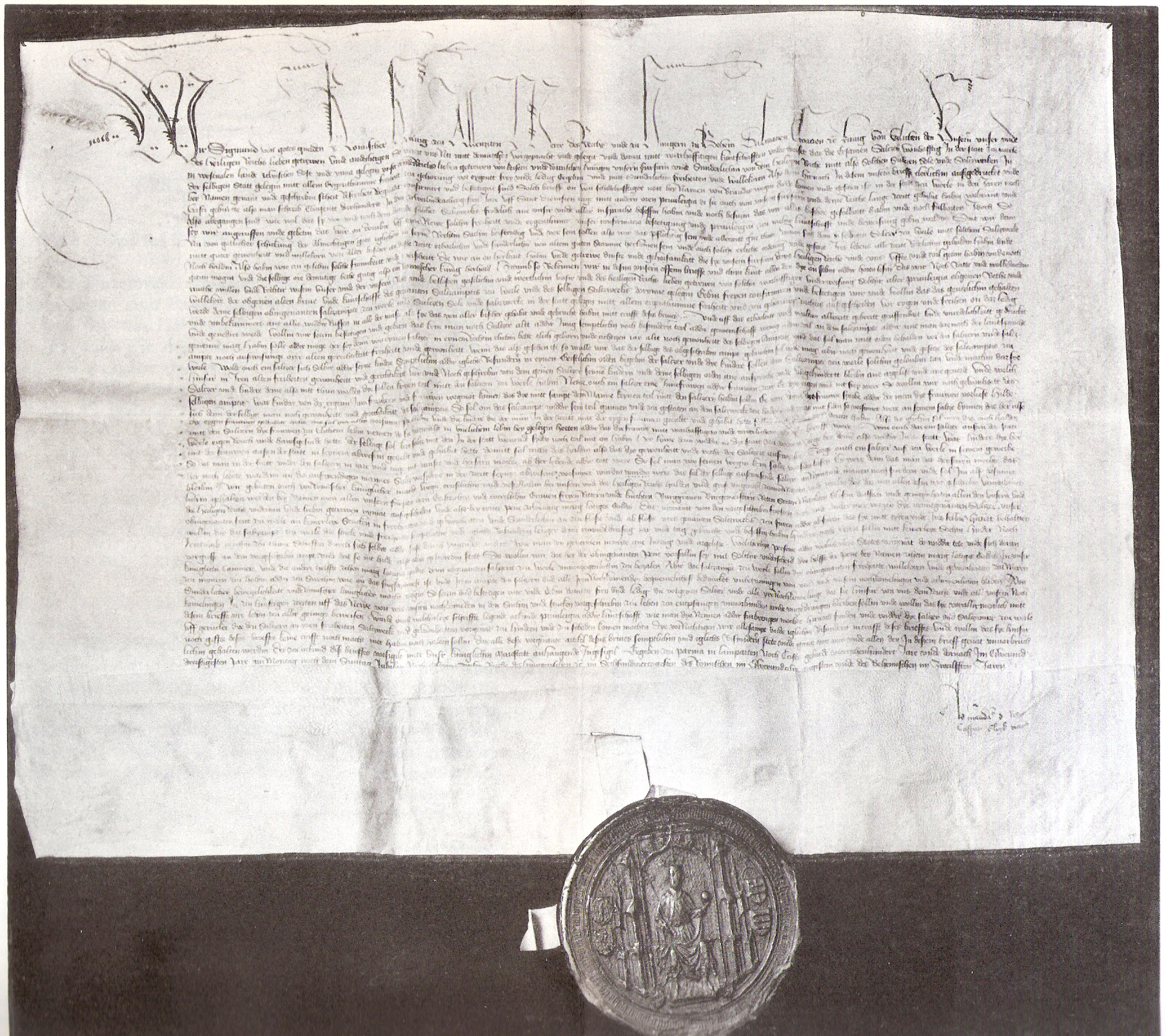
Urkunde König Sigismunds vom 12. Mai 1432, mit der Bestätigung der Ritter- und Stiftsfähigkeit (RI XI,2 n. 9134)

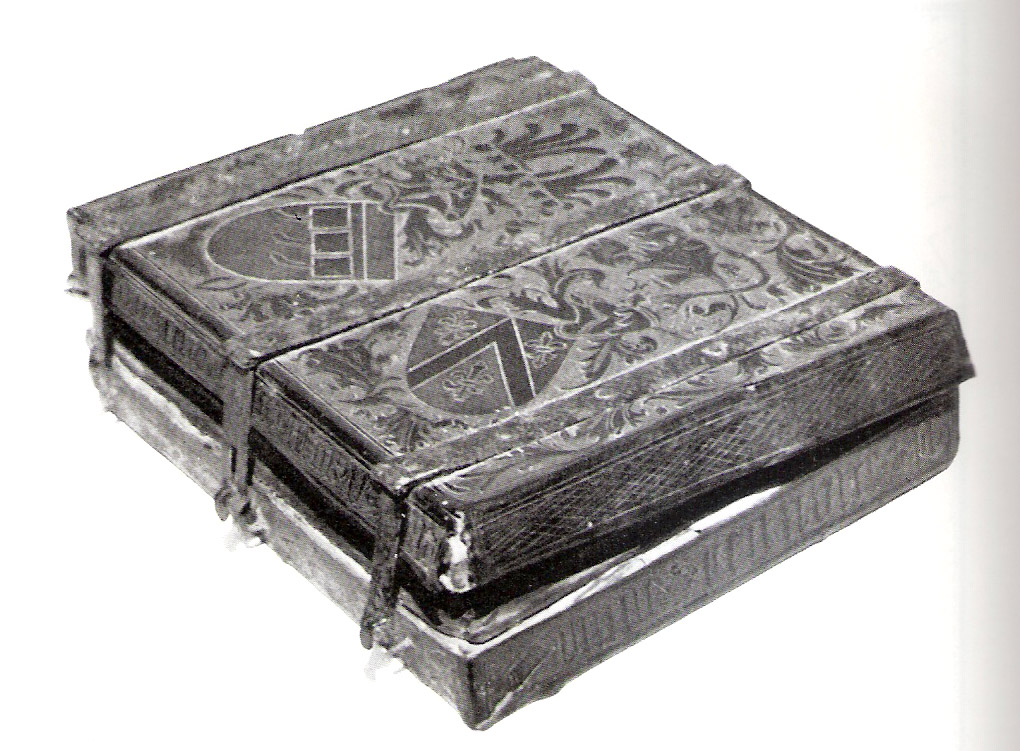
Kasten zur Aufbewahrung der „Sigismundis“

Nach Übernahme der Königswürde des Deutschen Reiches durch den Herzog von Sachsen Heinrich I. im Jahre 919 finanzierte dieser durch Erhebung von hohen Sondersteuern den Bau von Burgen und Stadtmauern zur Abwehr der jährlichen Raubzüge der Ungarn in Deutschland. Diese wurden überwiegend von den Sälzerfamilien im Reich aufgebracht, da Salz das einzige wertvolle Handelsgut südlich der Alpen war. Hierzu gehörten auch die Sälzer im späteren Werl. In dieser Zeit wurde auch die Salinensiedlung Werl zur Festung Werl mit Burg ausgebaut. Die Burg war der Sitz eines Grafengeschlechtes, das zur Familie der deutschen Könige (den sächsischen Ottonen, nach anderen Quellen zu den Karolingern) gehörte.

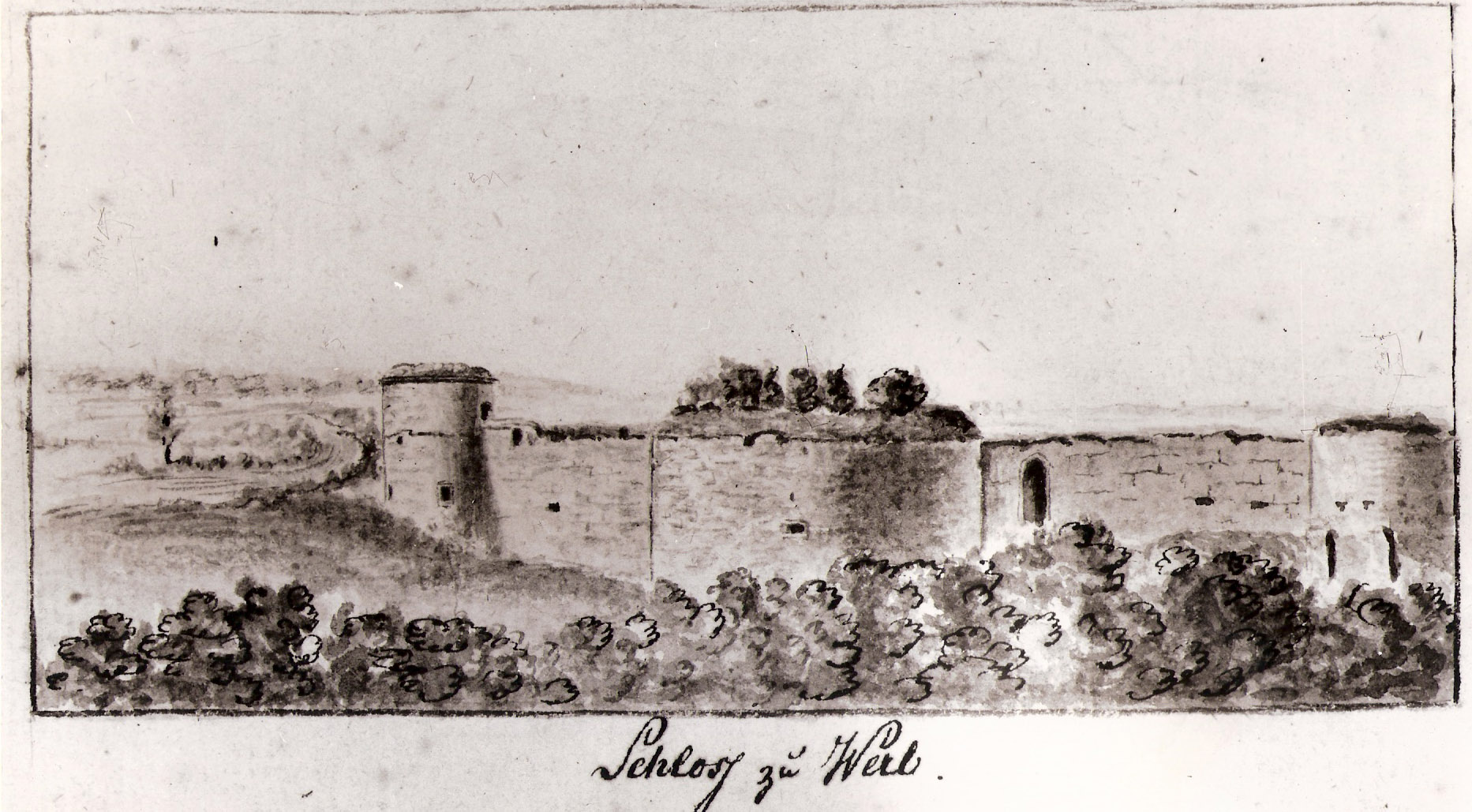
Burgruine in Werl

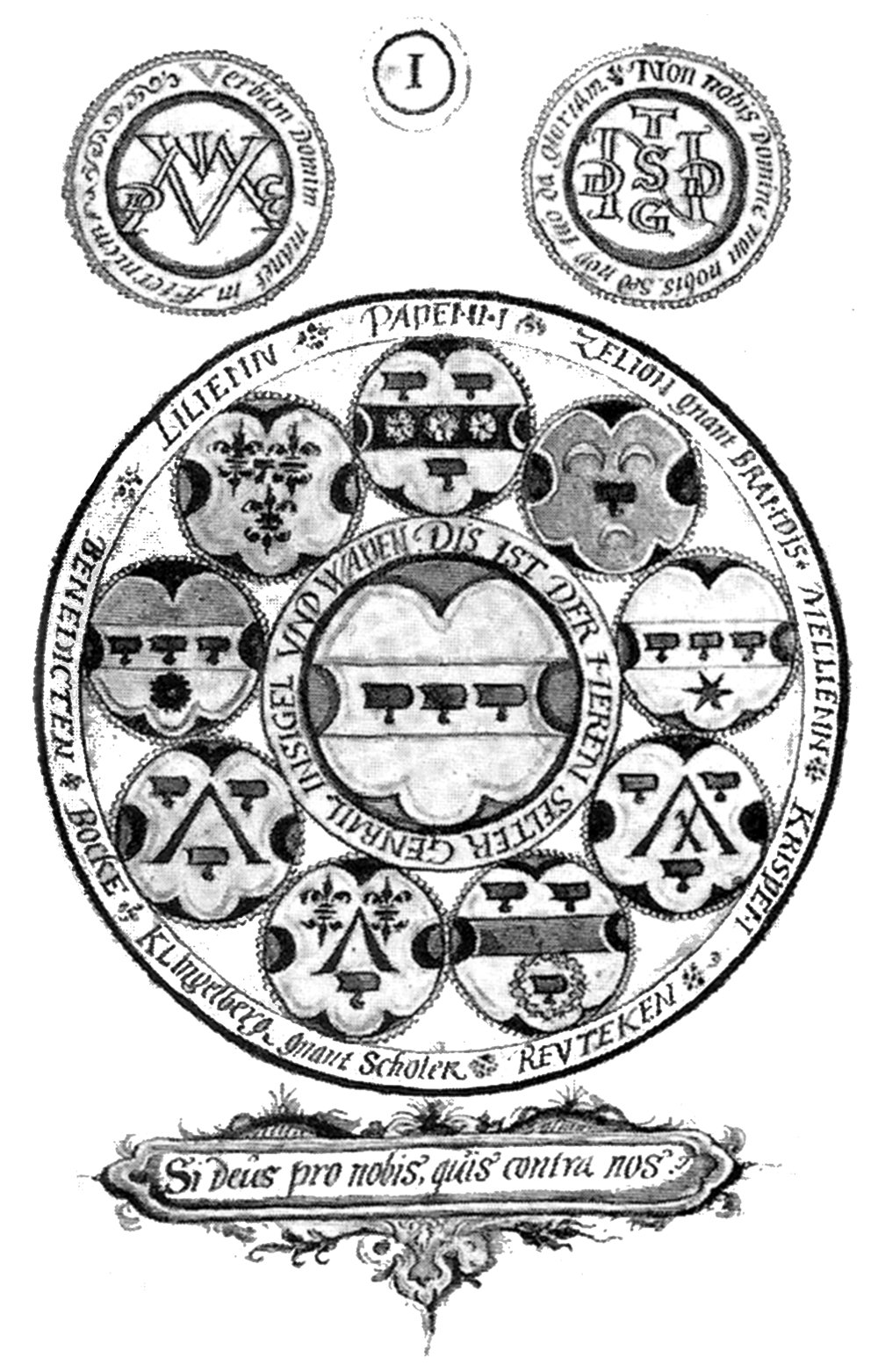
Titelblatt des Sälzerbuches von 1581. Das Papenwappen ist hier zusätzlich mit drei Salzkolben in seinem Wappen abgebildet und der Name ist mit zwei n am Schluss geschrieben. Unter den Wappen ist der Wappenspruch der Erbsälzer und Papen: Si deus pro nobis – quis contra nos?!

Bereits am 12. Juli 1246 wurden die besonderen Privilegien der Papen und der anderen Werler Sälzer durch Erzbischof Konrad von Köln förmlich bestätigt. Mit der Goldenen Bulle Kaiser Karls IV. von 1356 verloren die Erbsälzer die Reichsunmittelbarkeit der Salinen. Diese unterstanden fortan dem Territorialherren, den Kölner Erzbischöfen. Jedoch blieben die Salinen und das Recht auf Anbohren neuer Salzquellen und der Betrieb von Salzwerken im Raum Werl ein Monopol der Sälzer zu Werl. Die Sälzerfamilien bildeten eine adelige Korporation, mit dem Namen „Erbsälzer zu Werl“. Die zeitliche Gründung derselben ist nicht bekannt. Diese Korporation hat ein gemeinsames Wappen: Die Belegung eines schwarzen Schildes mit der goldenen Abbildung des Reichsapfels und drei goldenen Salzkolben, links und rechts und unter diesem. Der Reichsapfel ist Ausdruck der Reichsunmittelbarkeit.
Dieses Sälzerwappen wurde als Schlussstein des linken Seitenschiffes in der romanischen Propsteikirche (Baubeginn vor 1150) in Werl eingefügt und ist dort noch heute zu besichtigen. Bei der (Wieder-)Entdeckung des Schlusssteines im Jahre 1662 (im Rahmen einer Renovierung) wurde es als Korporationswappen identifiziert. Es war aber vermutlich das Wappen der ausgestorbenen Erbsälzerfamilie Hussel. Es wurde spätestens ab diesem Jahr das gemeinsame Erbsälzerwappen.
Der römisch-deutsche König Sigismund erklärte die Pape(n)s, als Ersatz aller Urkunden, die bei einem Brand von Werl verloren gegangen waren, mit einer Urkunde, der „Sigismundis“ 1432 erneut für turnier- und stiftsmäßig. Diese Urkunde wurde und wird in einer ledernen Kassette aufbewahrt. Die Familie Pape trägt, wie auch alle anderen Erbsälzerfamilien, den Wappenspruch, der auf dem Titelblatt des Sälzerbuches von 1581 neben den Sälzerwappen eingeprägt ist: „Si deus pro nobis, quis contra nos?!“.
Die acht Sälzerfamilien, durch Tradition tief im katholischen Christentum wurzelnd und in vollem Bewusstsein ihrer wirtschaftlichen Stärke und gesellschaftlichen Positionen, stifteten 1485 eine eigene Sälzervikarie, die noch heute besteht. 1594 wurde dann im linken Seitenschiff ein eigener Altar in der Werler Propsteikirche errichtet. Auf den Unterbau des Altars wurde das gemeinsame Sälzerwappen mit dem Reichsapfel in Sandstein gemeißelt und farbig ausgemalt und auf der Unterleiste des Altaraufbaus die Wappen der Sälzerfamilien. Dieser Altar besteht heute noch und am Michaelistag feiern die noch lebenden Sälzer vor diesem Altar den Tag ihres Schutzpatrons, des Erzengels Michael, der auch im alten Reich der "Engel der Deutschen" war. Die heilige Messe, das Hochamt, wird vom Sälzervikar gelesen.
Im 17. Jahrhundert veränderte die Sälzerfamilie der Pape ihren Namen, indem sie ihm ein „n“ anhängten. Nunmehr nannten sie sich ‚Papen’; vermutlich um Distanz zu den Nichtsälzerlinien des Geschlechtes Pape zu dokumentieren, die als Landjunker wirtschaftlich nicht in der starken Position wie die Sälzer (Salzjunker) waren.
Ab dem 17. Jahrhundert bildete sich aus den verschiedenen Nobilitätsfamilien, wie Ritterbürtig und Stiftsfähig, Landjunker und Patriziatsfamilien eine gemeinsame Adelsklasse, die es bisher so nicht gegeben hatte. Kaiser Ferdinand III. (1636–1657) trug dieser Entwicklung Rechnung und führte das Wort „von“ als Vorsatz zum Geschlechternamen für alle der Adelsklasse angehörigen Familien ein, allerdings mussten die alten Familien sich hierum selbst kümmern. Vermutlich war dies auch mit einem Honorar verbunden, das damals beträchtlich gewesen sein muss. Die Werler Sälzerfamilien, einschl. der Papen, schrieben sich fortan: ‚von Papen’.
Die Nichtsälzerlinien Pape, wie die meisten Landjunkerfamilien in Westfalen, versäumten, vermutlich aus konservativem Selbstbewusstsein oder fehlender Liquidität diese Modernisierung, führten jedoch weiterhin das gemeinsame Familienwappen der Pape, Papen, von Papen weiter. Dieses gemeinsame Wappen widerlegt die mehrfach, speziell aus der Familie von Papen geäußerte Behauptung: Dass die Linien Warstein und Rüden nicht mit ihnen zu einem gemeinsamen Geschlecht gehören. Familienwappen konnten nur Ritter und deren Nachkommen führen. Das Wappenrecht wurde ab dem 11. Jahrhundert ein Privileg der turnier- und stiftsfähigen (also adeligen) Familien. Das Wappenwesen erreichte im 13. Jahrhundert seinen Höhepunkt und wurde parallel auch zu einem Siegelprivileg. Zuständig wurden für die Anerkennung von Wappen die Herolde (Wappenherolde). Diese wurden vom deutschen König und später römisch-deutschen Kaiser und den Landesherren benannt. Widerrechtlich geführte Wappen wurden nicht anerkannt und verboten und die Führung konnte bestraft werden. Daher ist die Gemeinsamkeit der Wappen der späteren von Papen und der Pape zu Rüden und Warstein und deren Nachkommen ein Beweis der Gemeinsamkeit, der alle Ab- und Ausgrenzungsversuche widerlegt.
Da durch das Aufblühen der Städte nach dem Dreißigjährigen Krieg allenthalben neue Familien mit großem Besitz- und Wohlstand hochkamen und der Überblick über berechtigte und unberechtigte Namens- und Standesführung sehr schwierig wurde, bemühten sich die alten Adelsfamilien (Uradel) zur Abgrenzung um eine Bestätigung ihres alten Adels. So auch die Werler Erbsälzer. Es gab zu diesem Zeitpunkt nur noch sechs Sälzerfamilien. Diese leiteten eine erneute förmliche Bestätigung ihres Reichsadels durch den Reichshofrat in Wien, Anfang des 18. Jahrhunderts, ein. Die erneute Bestätigung erfolgte am 15. April 1708 durch Unterschrift des römisch-deutschen Kaisers Josef I. Die Diplome wurden den sechs Familien dann am 21. Oktober 1710 übergeben. Der Kaiser bestätigte ihren alten Status als Adelsgeschlecht und als Angehörige des Reichsadels (im Gegensatz zu den von Fürsten oder Landesherren geadelten Familien).

### Ältere Genealogie des Geschlechtes

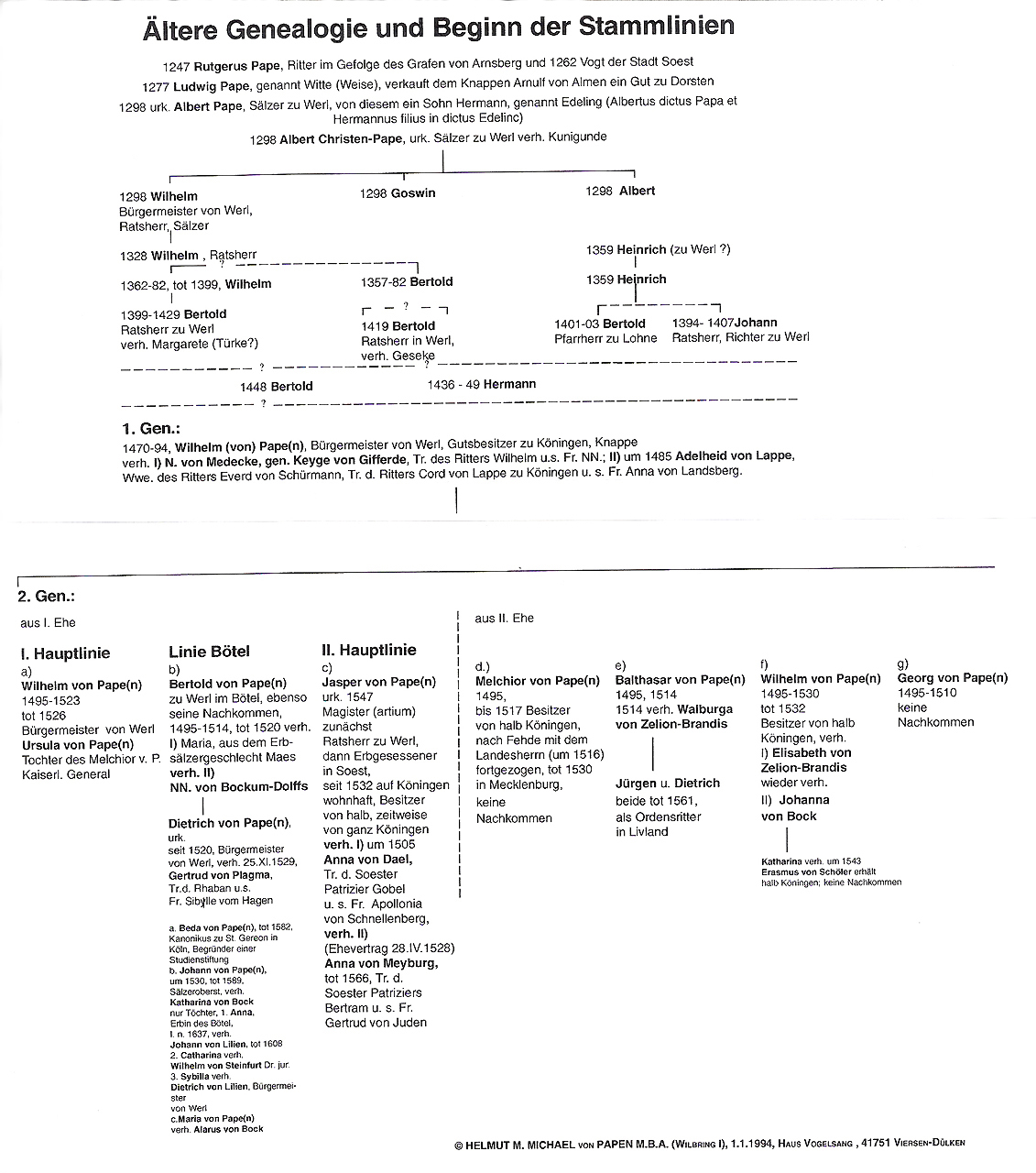
Die ältere Genealogie des Geschlechtes von Papen

Die ältere Genealogie des Geschlechtes beginnt (urkundliche Nennung 1298) mit Albert Christen Pape, Sälzer zu Werl und Ritter im Gefolge der Grafen von Arnsberg, ⚭ mit Kunigunde NN. Seine Nachkommen sind über drei Generationen namentlich bekannt aber nicht genau zuzuordnen.
Es sind: 1298 Wilhelm, Bürgermeister von Werl, Ratsherr, Sälzer; 1298 Goswin; 1298 Albert; 1328 Wilhelm, Ratsherr; 1298 Albert; 1328 Wilhelm, Ratsherr; 1359 Heinrich (zu Werl?), 1362 Wilhelm; 1359 Heinrich; 1399 Bertold; Ratsherr zu Werl und Sälzer; 1419 Bertold, Ratsherr und Sälzer; Bertold, Pfarrherr zu Lohne, 1394 Johann; Ratsherr, Richter zu Werl; 1448 Bertold und 1436 Hermann. Einer der beiden Letzteren ist der Vater von Albert Christen Pape.
Gesicherte Vorfahren und deren Vettern von Albert Christen Pape waren:
- 1247: Rutgerus Pape, Ritter im Gefolge der Grafen von Arnsberg und 1262 Vogt der Stadt Soest
- 1277: Ludwig Pape, genannt Witte (Weise), verkauft dem Knappen Arnulf von Almen ein Gut zu Dorsten
- 1298: Albert Pape, Sälzer zu Werl, von diesem ein Sohn Hermann, genannt Edeling

Die sichere Stammlinie beginnt 1470–94 mit Wilhelm Pape, der im Jahr 1485 vom Grafen von Tecklenburg mit dem durch Heirat erworbenen Burghaus Koeningen bei Werl belehnt wurde. Er ist somit die I. Generation bei den, sich mit den Söhnen aus seiner 1. Ehe herausbildenden zwei Hauptlinien. Er war zweimal verheiratet (I. Ehe: N. (von) Medecke, gen. Keyge (von) Gifferde, Tr. d. Ritters Wilhelm u. s. Fr. NN.; II. Ehe: um 1485 Adelheid (von) Lappe, Wwe. des Ritters Everd (von) Schürmann, Tr. d. Ritters Cord (von) Lappe zu Köningen u. s. Fr. Anna (von) Landsberg). Er ist in der Linie des Geschlechtes die I. Generation.
Aus der Ehe zu I. geht die ältere und jüngere Hauptlinie, sowie eine nach zwei Generationen ausgestorbene dritte Hauptlinie, hervor.
Aus der Ehe zu II. gab es vier Nachkommen. (Melchior 1495, keine Nachkommen; Balthasar, 1495 ⚭ mit der Sälzertochter Walburga (Zelion)-Brandis – zwei Söhne: Jurgen und Dietrich, 'tot' als Ritter des Deutschen Ordens 1561 in Livland; Wilhelm 1495, hatte nur weibliche Nachkommen; Georg 1495, keine Nachkommen).
Spätestens seit dem Besitz von Köningen gehört das Geschlecht Pape, wie seine nicht zu den Sälzern gehörenden Linien zu Rüden und Warstein nicht nur zum ritter- und stiftsmäßigen Edelingen, sondern auch zusätzlich zu den Landjunkern.

### Linien des Geschlechtes

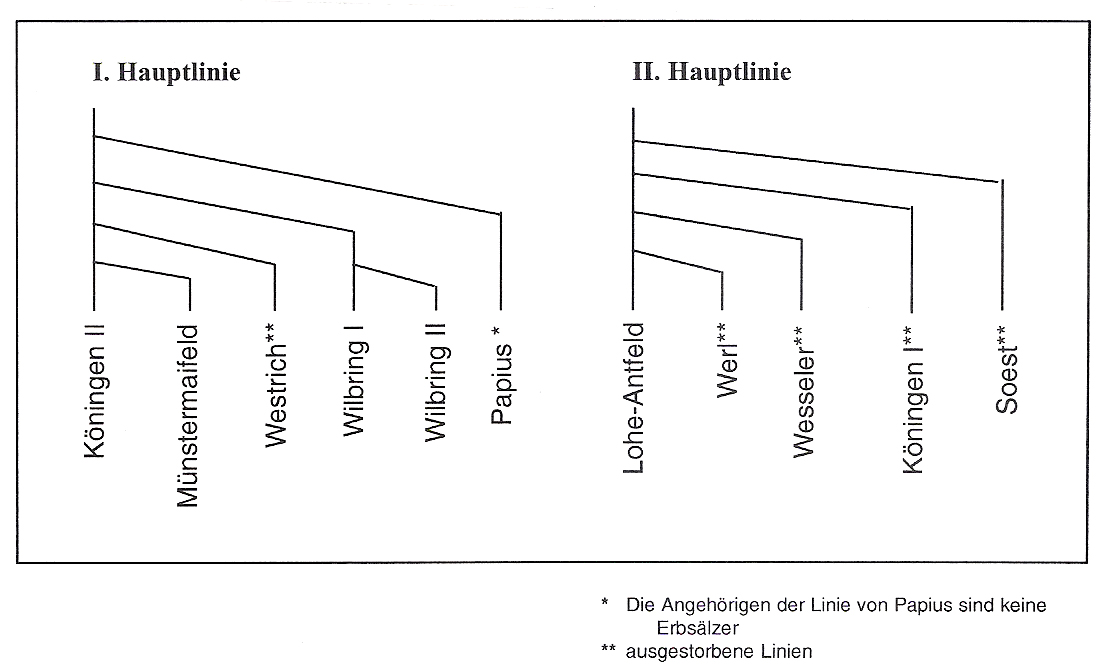
Stammlinien des Geschlechtes von Papen

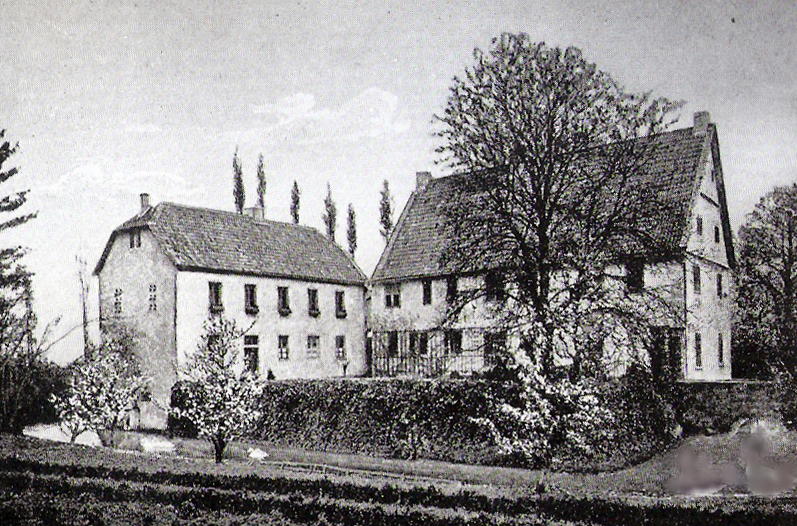
Haus Westrich, Werl-Büderich, Stammsitz der Älteren Stammlinie

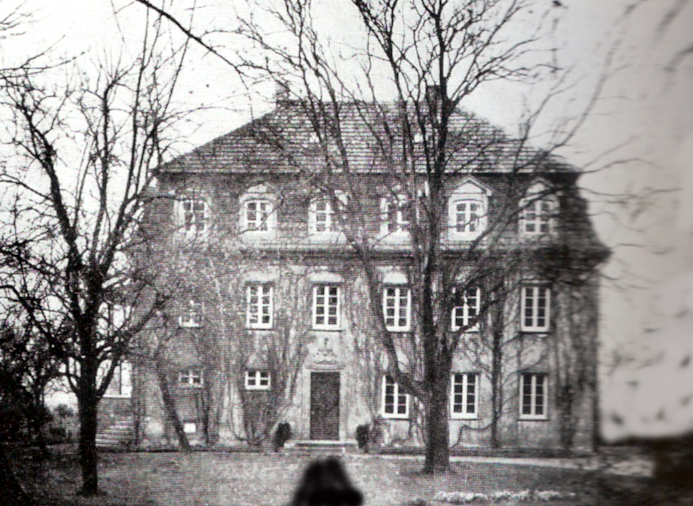
Haus Köningen, Stammsitz der Linie von Papen-Köningen

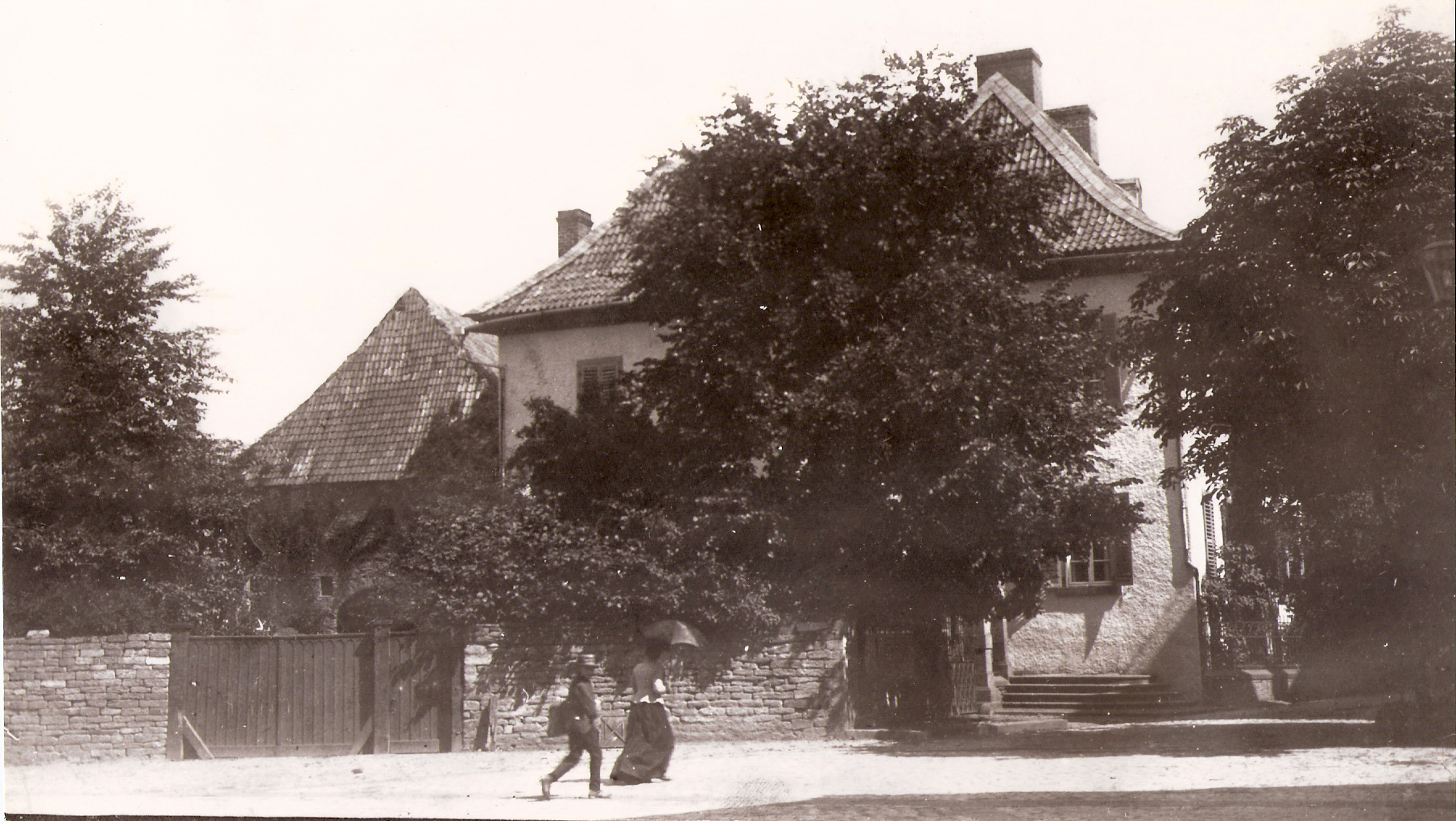
Haus von Papen, Innenstadt von Werl, Stadthaus der von Papen-Köningen

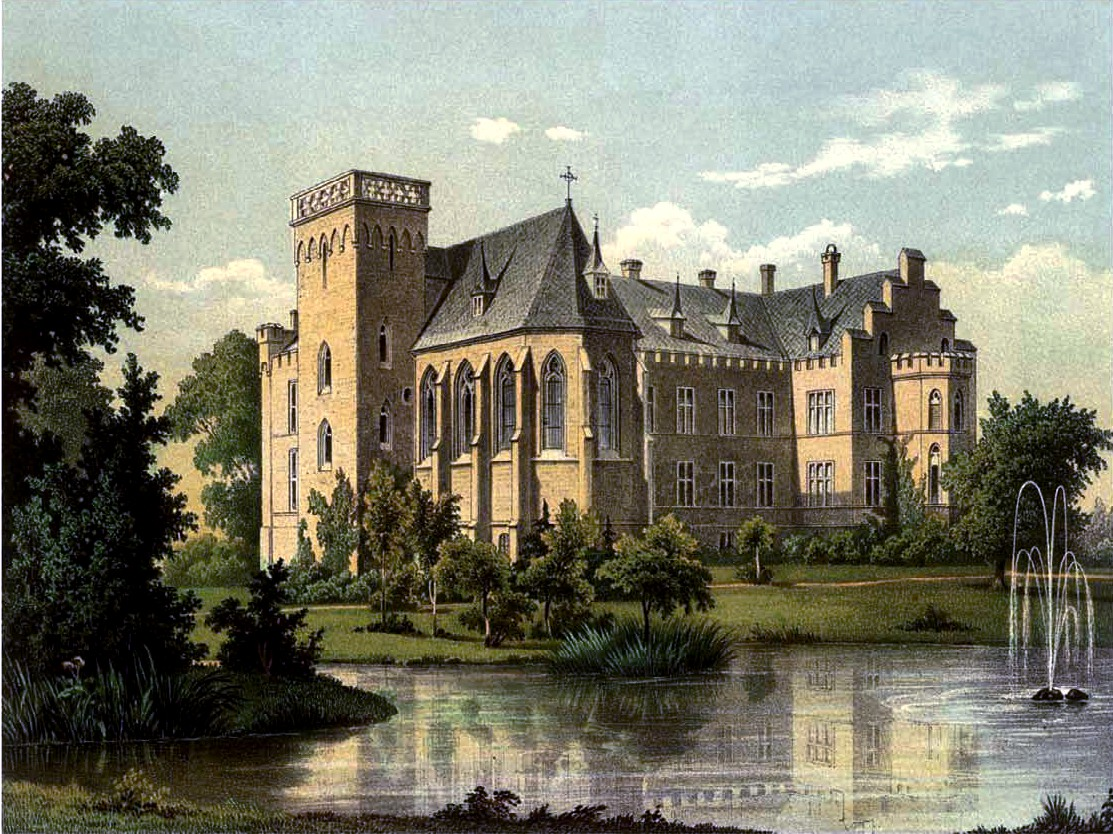
Schloss Lohe, ehemaliger Stammsitz der Linie von Papen-Lohe

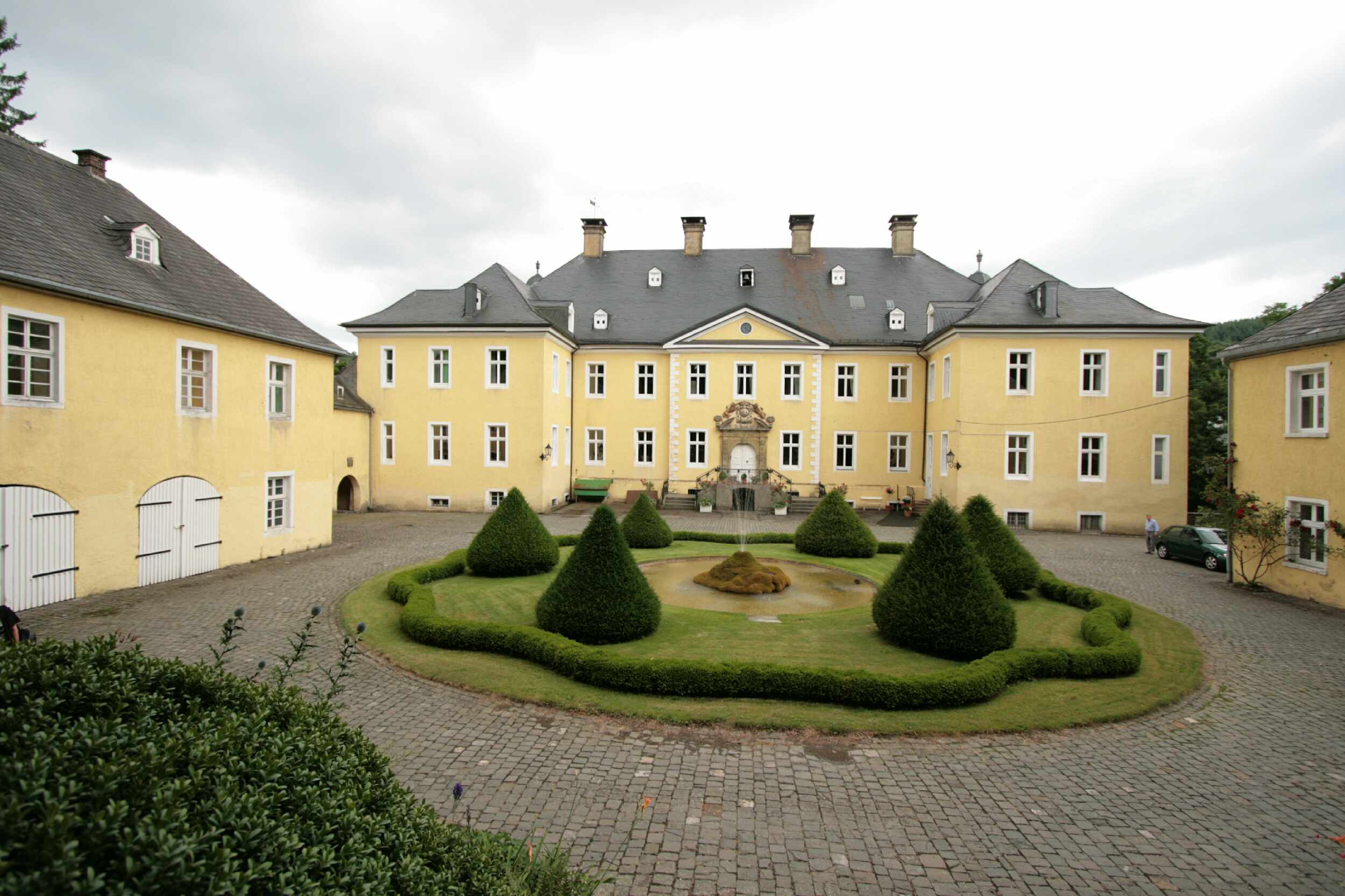
Schloss Antfeld bei Olsberg/Sauerland, Sitz Teile der Linie von Papen-Lohe

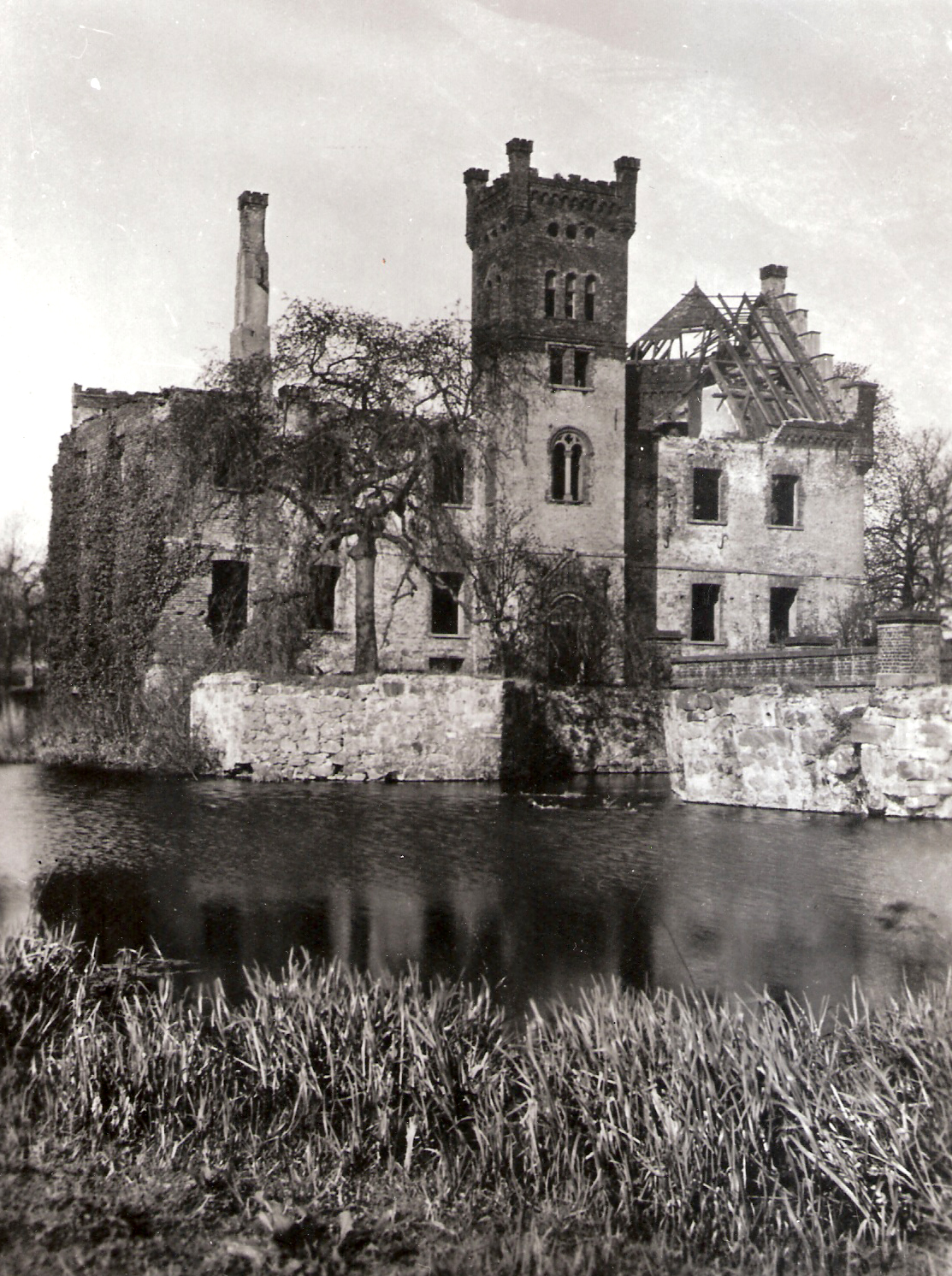
Haus Wilbring, Sitz der Linie Wilbring

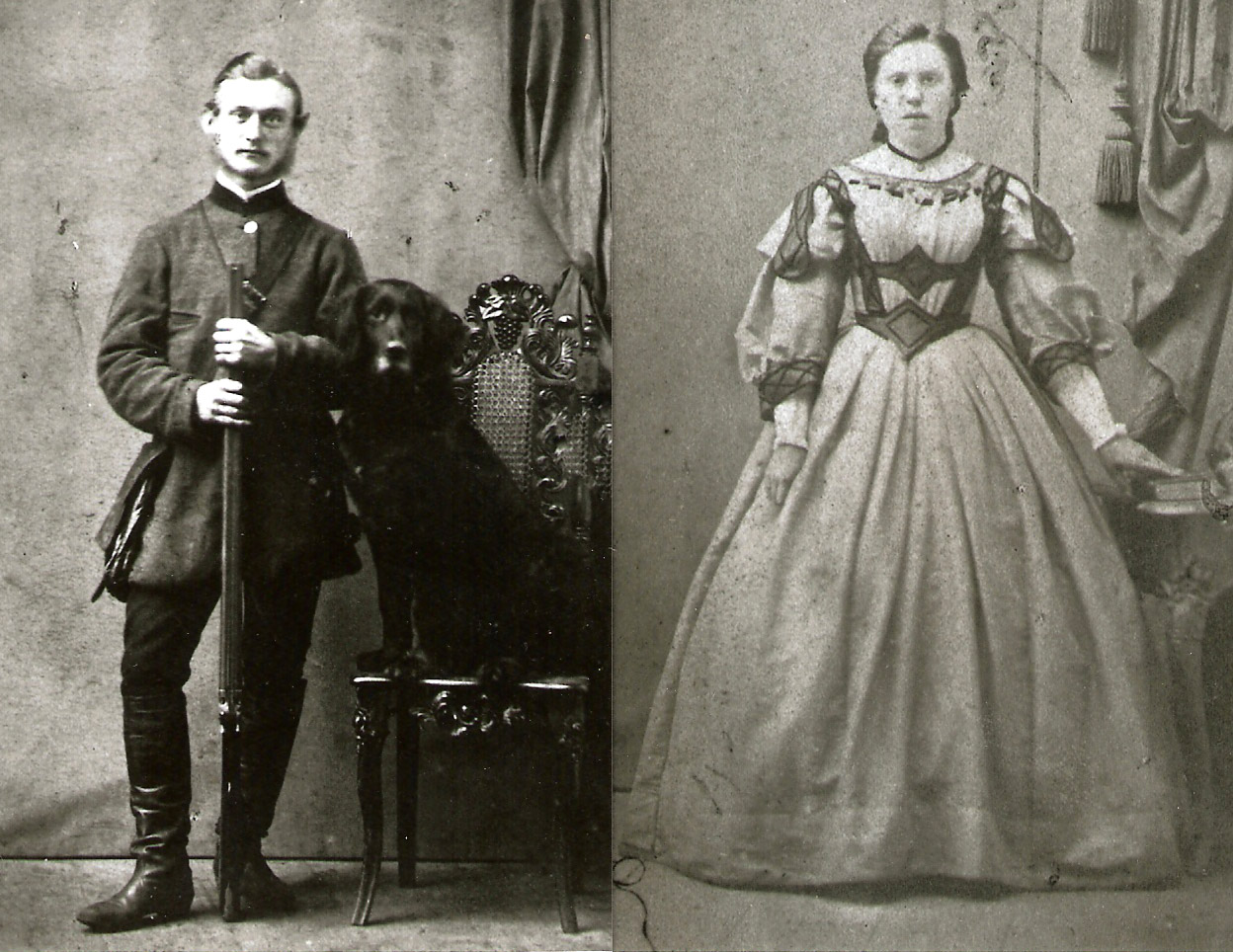
Friedrich von Papen (Wilbring 1), Herr auf Gut Himmelpforten, königlich preußischer Oberforstmeister von Niederense-Bremen bei Arnsberg mit seiner Frau Fanny, geb. Freiin von Schelver von Haus und Gut Schafhausen b. Werl

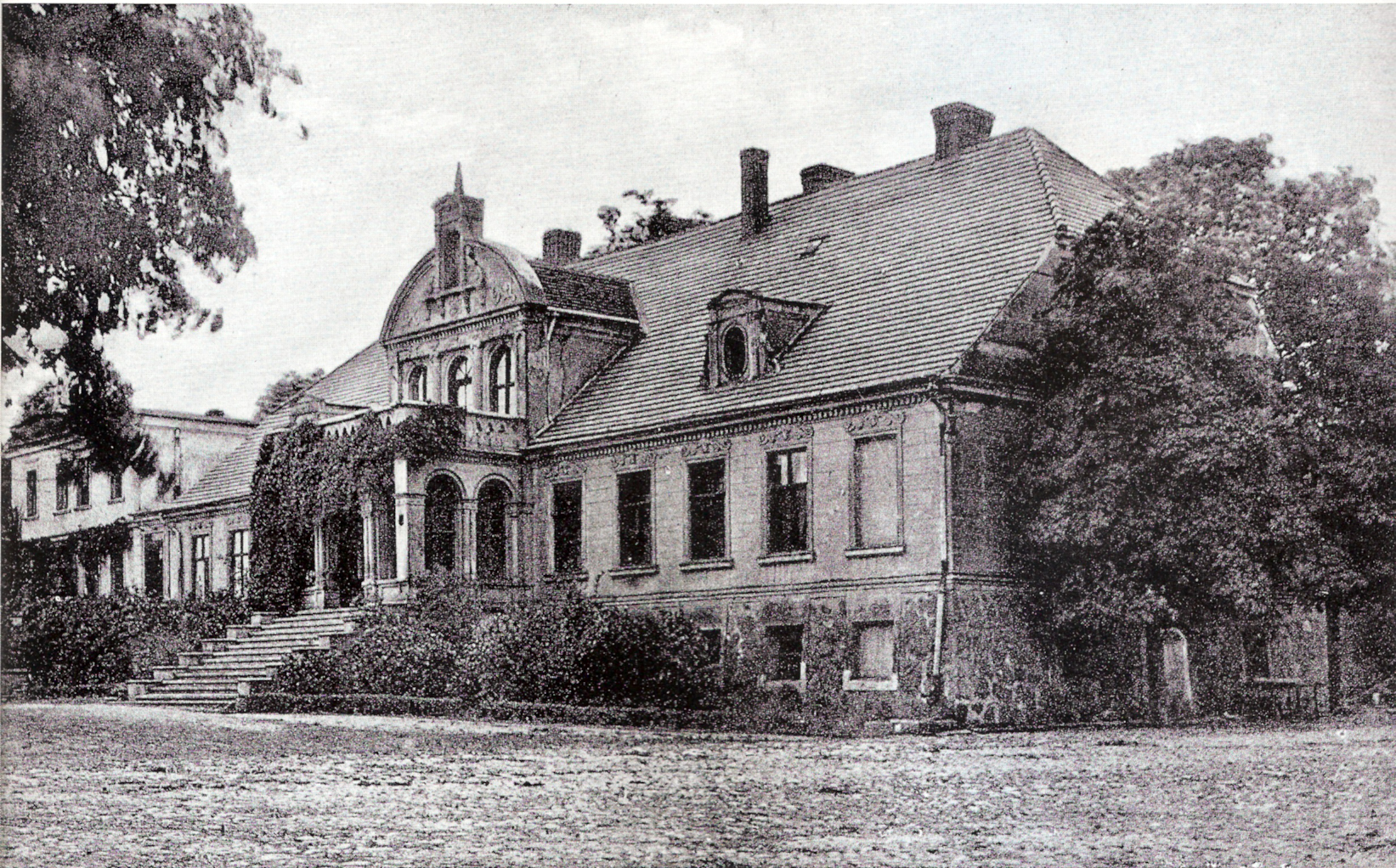
Rittergut Schwochow, Pyritz in Pommern, Sitz von Jost von Papen bis 1945 aus der Linie Wilbring 2-Schwochow

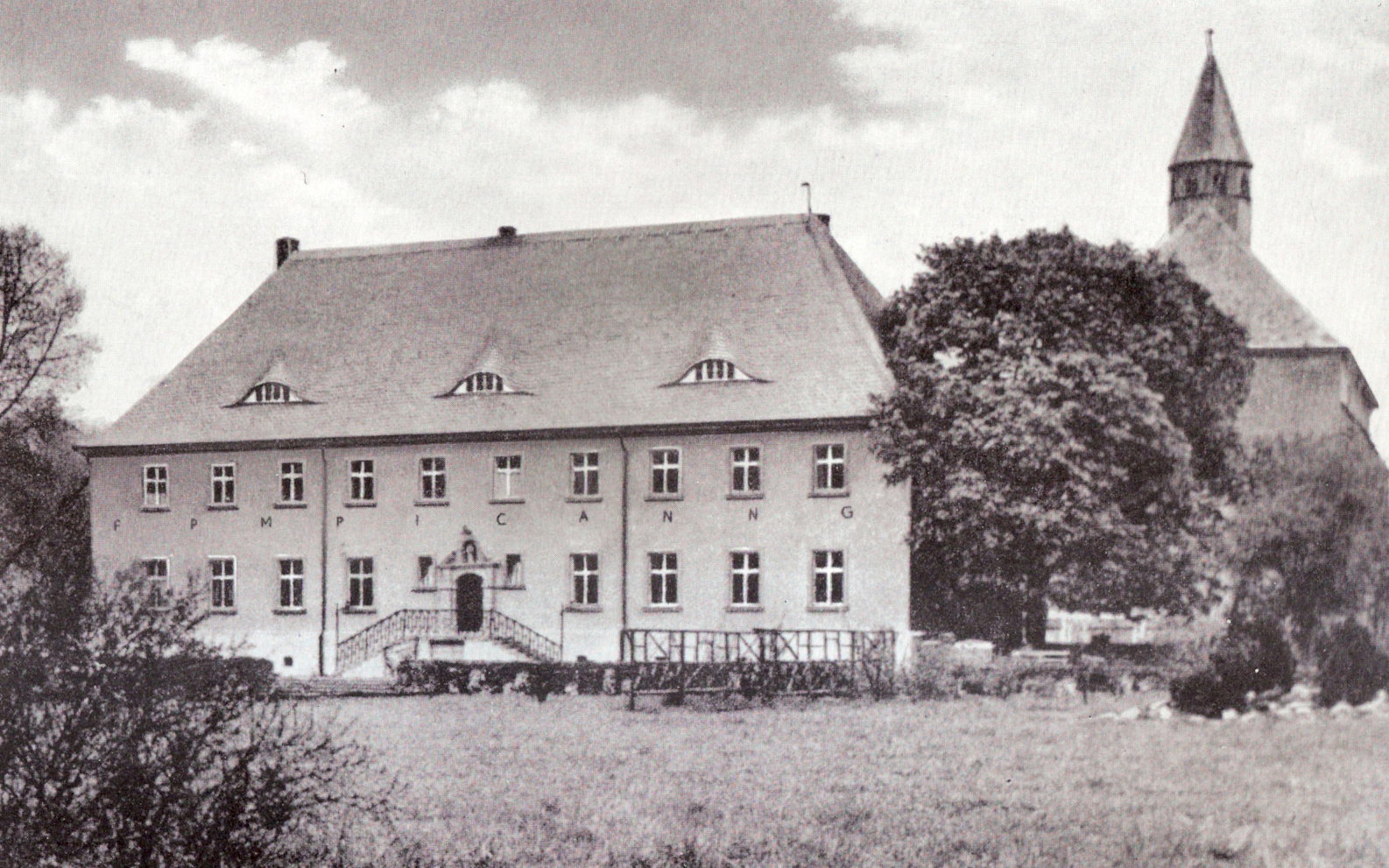
Früheres Äbtissinnenhaus und später Gutshaus von Himmelpforten, Sitz von Friedrich von Papen (Wilbring 1)

Im 15. Jahrhundert teilte des Geschlecht nach seinen Besitzungen in zwei Hauptlinien: ältere Hauptlinie: Papen-Scheidingen, jüngere Hauptlinie: Papen-Koeningen. Die ältere Hauptlinie beginnt mit dem Sohn des Wilhelm Papen (I. Generation) und seiner ersten Frau N: von Medecke, gen. Keyge von Gifferde (II. Generation). Wilhelm Pape, 1495–1523, Bürgermeister von Werl, Sälzer, † 1526, ⚭ mit Ursula Pape, Tochter des Melchior Pape, kaiserlicher General. Dieser Melchior Pape aus der Nichtsälzerlinie Pape zu Warstein war der Sohn des Johann Pape de Warstein, Westfälischer Landmarschall.
Die Jüngere Hauptlinie beginnt mit dem dritten Sohn (II. Generation) Jaspar Pape, urkundlich 1547, Magister (artium) zunächst Ratsherr zu Werl, Sälzer, dann Erbgesessener zu Soest (Mitglieder der Sälzerschaft zu Soest), seit 1532 auf Haus Köningen sesshaft, ⚭ I. um 1505, Anna von Dael, Tochter des Soester Patrizier Gobel und seiner Frau Apollonia von Schnellenberg.; ⚭ II. Ehevertrag 28. April 1528 mit Anna von Meyburg, † 1566, Tochter des Soester Patriziers Bertram und seiner Frau Gertrud von Juden.
Eine weitere Hauptlinie (II. Generation) mit dem Namen Linie Bötel starb nach zwei Generationen im Mannesstamm aus.
Während das Stammgut mit Haus Koeningen (Werl) der jüngeren Hauptlinie Papen-Koeningen später durch Heirat an die ältere Hauptlinie Papen-Scheidingens fiel, konnte die jüngere Linie ihren Besitz um die Güter mit Haus Lohe, Schloss Antfeld, Erwitte und die Saline Westernkotten erweitern. Die ältere Linie Papen-Scheidingen verlor das Gut Scheidingen und besaß später außer Haus Köningen und Haus Westrich bei Werl (kam 1530 an Bastian Papen, der eine Nichte des Vorbesitzers Anton von Bruwerdinghausen geheiratet hatte) auch Haus Wilbring bei Waltrop, im Kreis Recklinghausen; Gut Münstermaifeld bei Mayen, Eifel; das Herrenhaus des ehemaligen Klosters Himmelpforten (Ense), Niederense bei Arnsberg und Rittergut Schwochow, bei Pyritz in Pommern. Die aus der älteren Hauptlinie entstehenden Nebenlinien sind nach dem jeweiligen Sitz der Linie benannt (z. B.: von Papen-Wilbring, nach dem Sitz Haus Wilbring).

### Nichtsälzer Linien des Geschlechtes
Bereits im 14. Jahrhundert, wie bereits unter dem Absatz: Geschichte, ausgeführt, entstanden Nichtsälzerlinien der Pape, von denen die Linien zu Rüden und Warstein mit Nebenlinien noch heute bestehen. Aus der Linie Warstein stammt einer der bedeutendsten und wichtigsten Juristen des deutschen Staates, Heinrich Eduard Pape, (conditor juris germanici) (hierzu auch Heinrich Eduard von Pape) * 13. September 1816 in Brilon, Sauerland, † 11. September 1888, ⚭ mit Clara Heineken, Tochter eines Bremer Senators. Nach einer Bilderbuchkarriere wurde er, durch den Reichskanzler Fürst Otto von Bismarck zum Vorsitzenden der Kommission, die das Bürgerliche Gesetzbuch BGB auszuarbeiten hatte, berufen. Er stand dieser Kommission bis zur Fertigstellung des Entwurfes vor und überreichte Bismarck 1887 den Entwurf, den dieser 1888 zur Verabschiedung in den Reichstag einbrachte. Er war Mitglied des preußischen Staatsrates und durfte seine Akten und Korrespondenzen mit dem Prädikat Excellenz unterschreiben.
Im 16. Jahrhundert entstand eine weitere Nichtsälzerlinie. Nach den Forschungsarbeiten von Friedrich von Klocke hatte Christoph Pape, 1548 u. sp. † 1611, Herr auf Westrich und Scheidingen (IV. Gen., Ältere Hauptlinie) einen von ihm legitimierten Sohn Peter. Name der Mutter ist nicht bekannt. Dieser Sohn Peter Papen, * 1556, † 26. August 1626 in Würzburg, Gutsbesitzer zu Scheidingen, studierte Rechtswissenschaft in Leuven/Flandern und war dann seit 1604 Professor der Rechtswissenschaft an der Universität Würzburg, fürstl. Rath † 26. August 1626. Er latinisierte, dem Trend der akademischen Familien folgend, seinen Namen und übernahm nicht nur von den Sälzer-Pape die Änderung seines Namens in Papen, sondern auch den nunmehr im Adel aufkommende Namenszusatz „von“ und hieß nunmehr Peter von Papen genannt Papius. Nach den jüngsten Forschungsarbeiten kann jedoch der Sohn Peter, des Christoph Pape, nicht identisch sein mit dem Juristen und Fürstlichen Rat Peter in Würzburg. Die Forschung von Heinrich Josef Deisting und Michael Jolk, beide Werl, und die Arbeit von Werner Kohn Die unglaubliche Karriere des Peter Pape widerlegen die Identität. Da jedoch die Würzburger Pape, Papen, Papius dasselbe Wappen wie die Werler Sälzer Pape und das der Nichtsälzerlinien und andere zu Warstein und Rüden haben, ist die Abstammung von einer dieser beiden Linien des Geschlechtes Pape aus dem Raum Werl, Soest, Arnsberg anzunehmen. Hierfür spricht, dass in dem Siebmacher-Wappenbuch, Ausgabe 1701, Fränkischer Adel, S. 127, die Papius samt dem Pape Wappen der Werler Sälzer und der Pape Landjunker und andere zu Warstein und Rüden, aufgeführt sind. Auch im ersten Supplement von Siebmacher aus dem Jahre 1753, Tableaux 31, ist die Familie von Papius mit dem Pape(n)-Wappen aufgeführt. Peter Papius und seine Nachkommen erhielten verschiedene Adelsbestätigungen und -erhöhungen. Sie waren hohe Staatsbeamte beim Fürstbischof von Würzburg (so der 1697 gestorbene Peter Christian Franz von Papius, Sohn des Würzburger Juristen und Universitätsprofessors Peter Papius) und später im Königreich Bayern. Hierbei änderte sich der Name in Freiherrn von Papius. Dieses Geschlecht gibt es auch noch heute in verschiedenen Linien. Sie führen von Anfang an (bereits der Stammvater Peter von Papen gnt. Papius) dasselbe Wappen, wie die Sälzer von Papen zu Werl.

### Heiratspolitik und gesellschaftliche Vernetzung

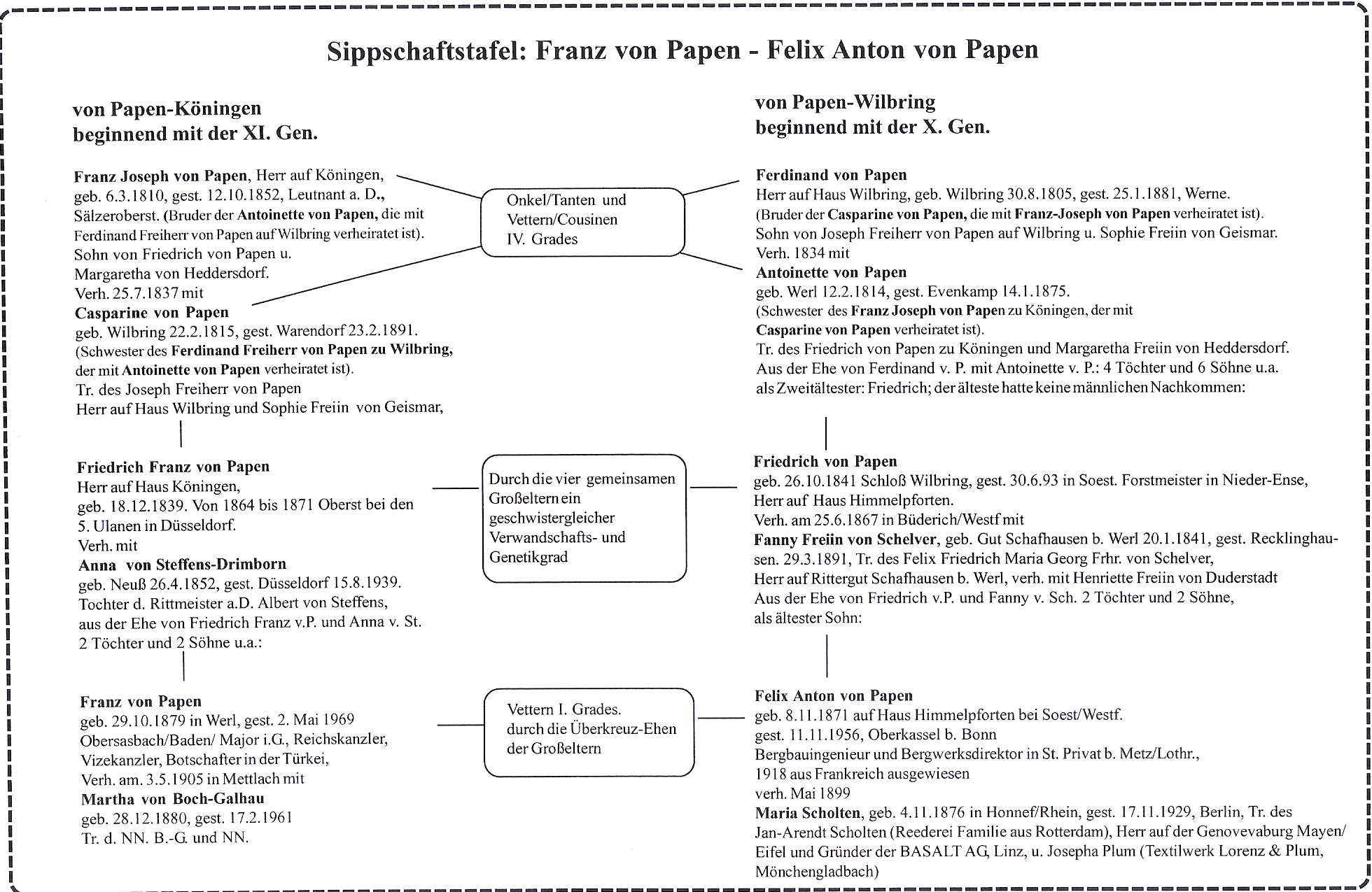
Sippschaftstafel Franz von Papen (Köningen) zu Felix Anton von Papen (Wilbring 1)

Die Mitglieder des Geschlechtes Papen bevorzugten zum Erhalt ihrer gesellschaftlichen Position Ehepartner innerhalb der 8 Sälzerfamilien, auch des eigenen Geschlechtes, einschl. der Nichtsälzer Pape und aus den westfälischen Ritterbürtigen-, Land- und Stadtadel. Ihre Töchter verheirateten sie ebenfalls in diese Familien. Diese Heiratspolitik brachte eine breite Vernetzung innerhalb der Sälzerschaft und den Patriziern, nicht nur in Werl, sondern auch speziell in Soest und Dortmund. Aber auch alle wichtigen westfälischen Familien wie v. Landsberg, v. Fürstenberg, v. Heddersdorf, v. Hövel, v. Kückelsheim, v. Geismar, v. Kleinsorgen, v. Schelver, v. Wenige, v. Berswordt, v. Arnsberg, v. Droste-Vischering, v. Mallinckrodt und andere.
Der extremste Fall einer Cousinenehe waren die Ehen zwischen Ferdinand von Papen-Wilbring und Antoinette von Papen-Köningen, der Tochter von Franz-Josef von Papen-Köningen. Dieser wiederum heiratete Casparine von Papen, die Schwester seines Schwagers Ferdinand von Papen-Wilbring (hierzu Grafik).
In dem Maße wie die Funktion des Adels in Deutschland durch das aufkommende Bürger- und Großbürgertum ab 1840 die Aufgaben des Adels übernahmen, verschwanden auch bei der Familie von Papen die dynastische Ehepolitik. Dies wurde nunmehr durch Ehen mit Frauen aus dem privaten und beruflichen Umfeld, außerhalb der geschlossenen westfälischen Adelskreise ersetzt.
Die Mitglieder des Geschlechtes waren immer darauf bedacht, dass sie in der Ratsversammlung der Stadt Werl mit zahlreichen Familienmitgliedern, ihrer und der anderen Sälzerfamilien vertreten war. Die Bürgerschaft von Werl stand politisch immer einer geschlossenen Phalanx von untereinander versippten, verschwägerten und verwandten Sälzern gegenüber. Zeitweise stand ihnen sogar die Hälfte der Ratssitze zu.
Hierdurch ergab es sich, dass die meisten Bürgermeister der Stadt Werl, Erbsälzer waren. Hierbei stellten die Papen folgende Bürgermeister (diese Liste ist nicht vollständig):
- 1298 Wilhelm Pape Bürgermeister
- 1394–1407 Johann Pape, Ratsherr und Richter zu Werl
- 1426 N. Pape, Bürgermeister
- 1470–1494 Wilhelm Pape, Bürgermeister
- 1503 Wilhelm Pape, Bürgermeister
- 1495–1523 Wilhelm Pape
- seit 1520 Dietrich Pape, Bürgermeister
- 1586 Johann Pape, Bürgermeister
- 1615 Bertram von Papen, Bürgermeister
- † 1636 Dietrich von Papen, Bürgermeister
- † 1676 Caspar von Papen, Bürgermeister
- * 1638 Johann von Papen, Bürgermeister

Wenn kein Pape(n) Bürgermeister war, so wurde er von einer der anderen acht Erbsälzerfamilien Bendit, Bock, Crispen, Lilien, Mellin, Schöler, Zelion oder Brandis gestellt. Zwischendurch gab es auch vereinzelt einen Bürgermeister aus der Bürgerschaft.
Nach den späteren Standesgesetzen, die sich ab Anfang 1700 entwickelten und Gesetzeskraft bekamen durften landbesitzende Adelige nicht mehr gleichzeitig in der Stadt wohnen und hatten keinen Rechtsanspruch auf das aktive und passive Wahlrecht zum Stadtrat oder Bürgermeisteramt.
Der Vorsitzende der Erbsälzerkorporation war vermutlich seit Gründung dieser der Sälzeroberst. Er war nach heutigem Verständnis der Präsident, aber nur „primus inter pares“ im Vorstand der Korporation. Der Sälzeroberst wurde von allen Sälzern gewählt. Die gewählten Vertreter aus der Familie Papen waren:
- Johann von Papen (Linie Bötel zu Werl), um 1530–1589
- Philipp von Papen (jüngere Hauptlinie), † 1638.
- Wilhelm Albert von Papen (jüngere Hauptlinie), geb. nach 1648–1712
- Dietrich von Papen (jüngere Hauptlinie), 1611–bis nach 1683.
- Johann von Papen (jüngere Hauptlinie), † 1632.
- Dietrich von Papen (jüngere Hauptlinie), 1669–1704 (ermordet in Jülich)
- Josef Dietrich von Papen (jüngere Hauptlinie), 1699–1741
- Franz Dietrich von Papen (jüngere Hauptlinie), 1668–1747
- Johann von Papen-Wilbring l. n. 1685.
- Gerhard Gereon von Papen (jüngere Hauptlinie), 1668–1737
- Franz Johann von Papen (ältere Hauptlinie), † vor 1736.
- Goswin Anton von Papen (jüngere Hauptlinie), 1719–1796
- Theodor von Papen-Lohe, 1788–1825
- Franz Josef von Papen-Köningen, 1810–1852
- Friedrich von Papen-Köningen, 1839–1906
- Werner von Papen-Westrich, 1832–1914
- Hans von Papen-Köningen, 1873–1944
- Hubertus von Papen-Köningen, 1920–2011
- Christian von Papen-Lohe (* 1947, amtiert aktuell)

Die Liste ist nicht vollständig, es fehlen unter anderem Unterlagen vor 1500. Häufige Brände haben viele Akten vernichtet und nicht immer gingen die Erben mit den Unterlagen sorgfältig um. So wurden manche Akten auch aus neuerer Vergangenheit, z. B. die, die das 19. Jahrhundert betrafen, aus dem Müll eines nicht bewirtschafteten Hauses der Erbsälzer im Kurpark Werl nur durch den zufälligen Besuch eines nicht in Werl ansässigen Erbsälzers vor der Vernichtung gerettet.

### Militärische Traditionen der Pape bis von Papen

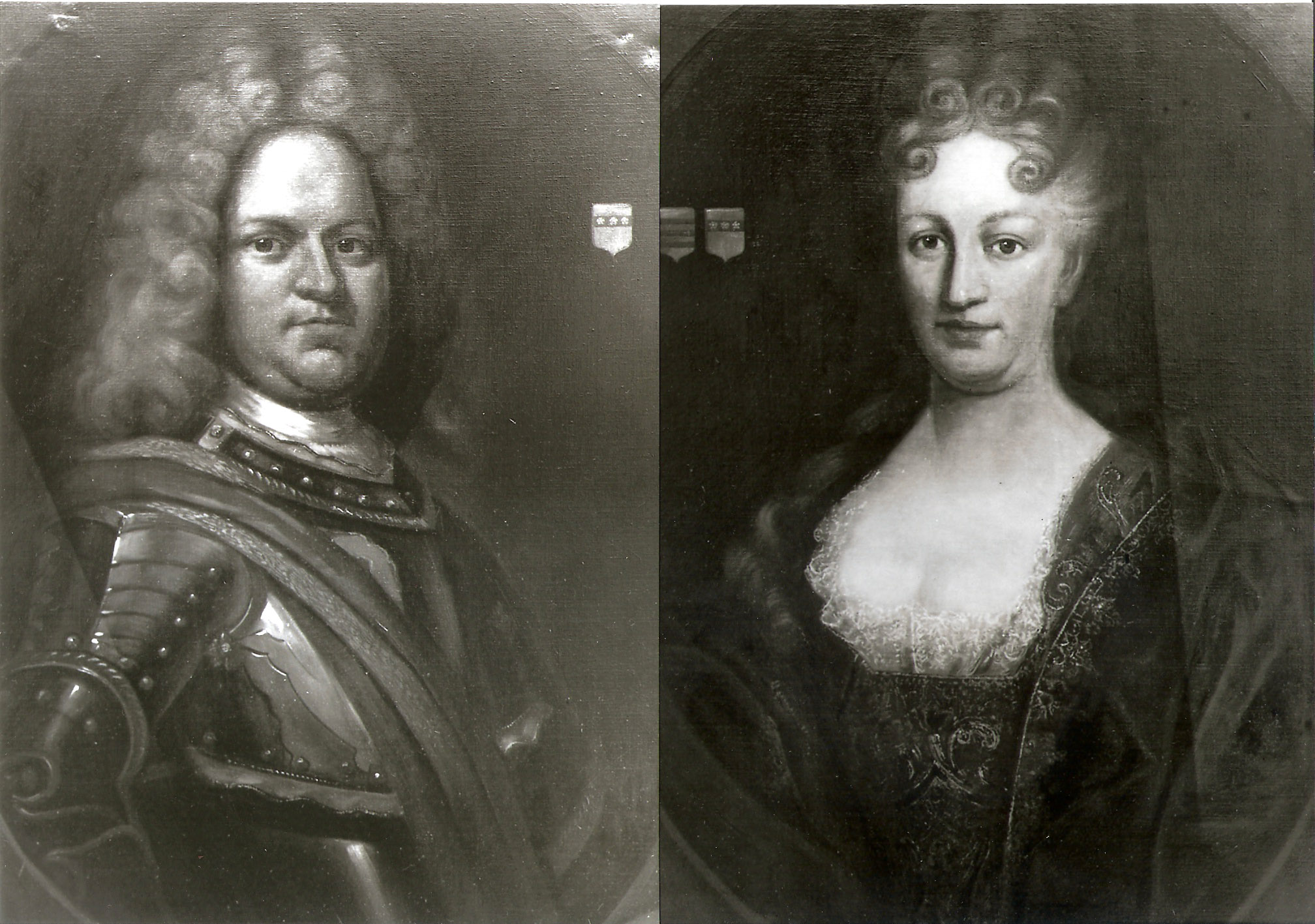
Caspar Theodor von Papen-Wilbring, Kurköllnischer Hauptmann, er focht im Spanischen Erbfolgekrieg; sowie Antonia von Papen, geb. Freiin von Dücker

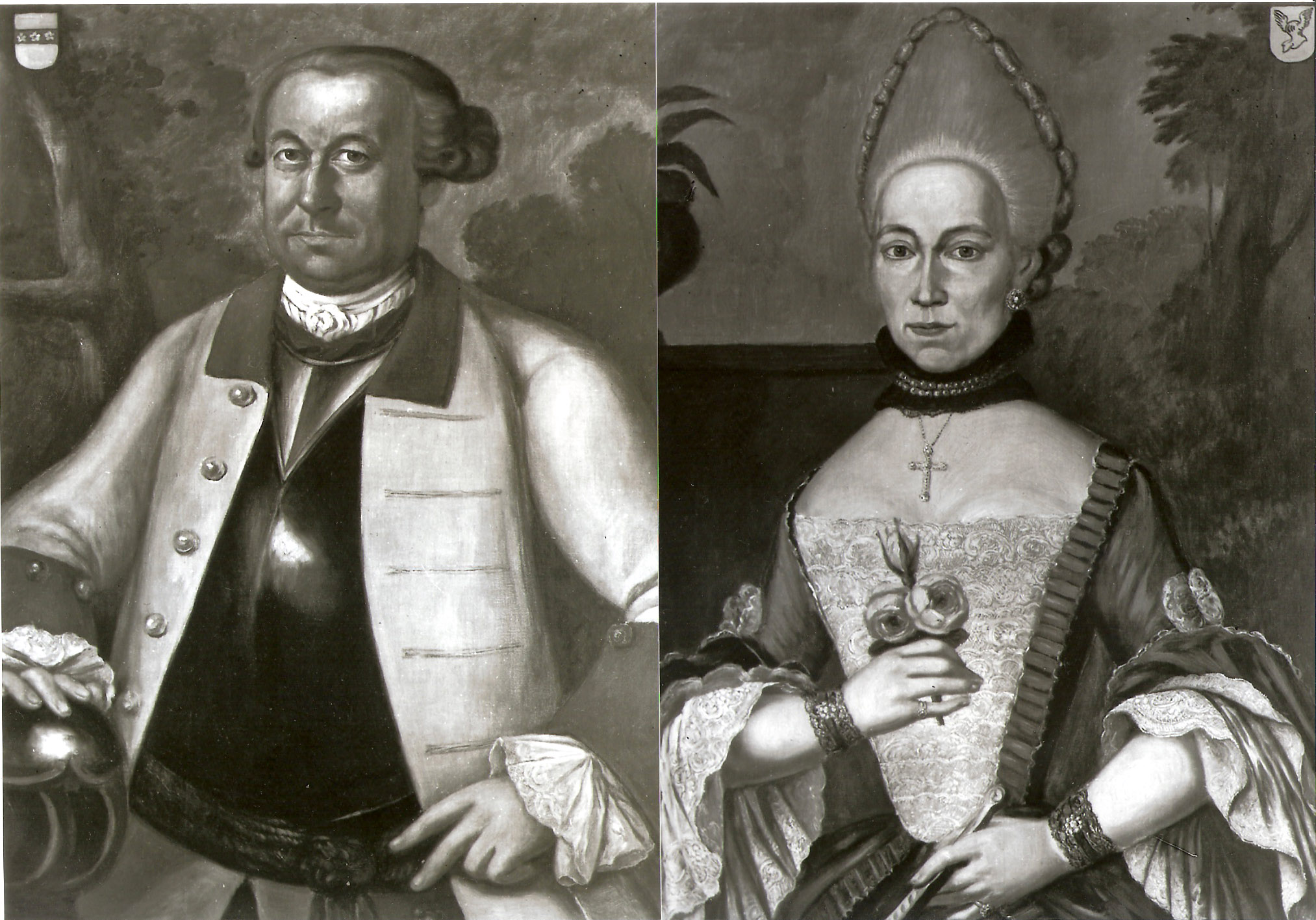
Ernst Adolf Anton von Papen-Wilbring, Kaiserlicher Kürassier-Rittmeister mit seiner Frau Antonie, geb. von Kückelsheim

Das Geschlecht Pape, von Papen hatte von Anfang ihres urkundlichen Nachweises an immer eine starke Beziehung zum Ritter-, später zu militärischen Anführern und zum Offiziersberuf. Diese enge Beziehung resultiert vermutlich darin, dass sie auch schon vor der urkundlichen Zeit als Sälzer ihren Besitz verteidigen mussten. Nicht auszuschließen ist aber auch, dass sie sich Besitz durch kriegerische Auseinandersetzungen angeeignet haben. Auch die Priester in der nachkarolingischen Zeit, bis ins 13. Jahrhundert waren durchaus kriegerisch erfahren und geübt. Als der Priesterberuf durch den Zölibat wegfiel, bot sich die Ausübung des Waffenhandwerkes als Ritter und Burgmänner, im Dienste der Grafen von Werl und später Arnsberg an. Später, nach Abzug der Burgmänner aus der Werler Burg lag die Führung bei einer Vielzahl von kriegerischen Auseinandersetzungen und die Verteidigung der Stadt Werl und der Salinen in ihren Händen und denen der anderen Sälzerfamilien.
Papens kämpften als militärische Führer, in der Soester Fehde 1444–1449 (Krieg des kurkölnischen Landesherrn gegen die Stadt Soest). Papens kämpften in den Truchsessischer Krieg (1583–1588), den Türkenkriege (1683), im Dreißigjährigen Krieg (1618–1648); waren im Sold des Kurfürsten von Köln und kämpften im Spanischen Erbfolgekrieg (1701–1714), waren im Dienst des römisch-deutschen Kaisers und sogar im Dienst des Königs von Sardinien-Piemont. So konnte es auch nicht ausbleiben, dass sie im preußischen Kontingent der alliierten Truppen gegen Napoleon, für den Deutschen Bund gegen die Dänen in der Entscheidungsschlacht an den Düppeler Schanzen (bei Sonderburg, Holstein, am 18. April 1864) und im deutschen Einigungskrieg (Norddeutscher Bund gegen Frankreich 1870/71) kämpften. Die Einigung der meisten deutschen Teilstaaten zu einem Nationalstaat führte dann zu einer Vielzahl Offizierskarrieren in den beiden Weltkriegen.
Der Zusammenbruch 1945 führte zu einer neuen Bewertung von beruflichen Optionen unter den jungen Angehörigen des Geschlechts. Es sind nur ein Reserveoffizier der Bundeswehr, ein Leutnant d. R. der NVA (ein promovierter Verfahrenstechniker); einige Mannschaftsdienstgrade, trotz der schulischen Voraussetzung zum Reserveoffizier und eine Vielzahl von Wehrdienstverweigerungen bzw. Ersatzdienstleistende nachweisbar.
Nachfolgende Auflistung der bekannten Kämpfer, Krieger und Offiziere zeigt, dass es in allen Linien des Geschlechtes eine permanente enge Beziehung zum Waffenhandwerk aber auch eine Vernetzung zu berühmten Rittergeschlechtern und zu Generalen durch Eheschließungen gab:
1. Diese beginnen in frühester Zeit, als eine Vielzahl des Geschlechtes Pape im Raume Werl, Soest, Arnsberg als Ritter den Grafen von Werl und später Grafen von Arnsberg dienten und durch Eheschließungen mit Töchtern aus Rittergeschlechtern.
2. Aus der sich herausbildenden Linien zu Warstein und Rüden stammt der 1426 urkundlich erwähnte Johann Pape de Warstein, Westfälischer Landmarschall, und dessen Neffe 1465 urk. erwähnte Melchior Pape, Herr zu Rüden und Warstein, General unter Kaiser Sigismund. Seine Tochter Ursula heiratete den Erbsälzer Wilhelm Pape (ältere Hauptlinie, II. Gen. s. Absatz „Linien des Geschlechtes“. Diese sind somit die Stammeltern der älteren Hauptlinie.)
3. Johann Pape (III. Gen. Jüngere Hauptlinie), Bürgermeister von Werl, * um 1506, kämpfte in den truchsesschen Wirren. Er wurde gefangen genommen und starb am 10. März 1586 in Dorsten als Gefangener des Kurfürsten. Der Kölner Erzbischof und Kurfürst Gebhard Truchsess von Waldburg konvertierte zum evangelischen Glauben. In der Folge kam es zu einer Reihe von lokalen militärischen Auseinandersetzungen, so auch im Raume Werl und Soest. Das Engagement der Erbsälzer war mit ausschlaggebend, dass durch die Reformation der Großraum Werl, Soest (außer der Stadt selbst) und Arnsberg nicht protestantisch wurde.
4. Dietrich und 5. Jürgen von Papen, Brüder, fielen 1561 als Ordensritter in Livland. (III. Gen. Jüngere Hauptlinie)
6. Kaspar von Papen, (vermutlich ältere Hauptlinie) kämpfte im Dreißigjährigen Krieg im bayerischen Kontingent der kaiserlichen Truppen und kämpfte nach 1620 in der Pfalz. 1630 nahm er seinen Abschied.
7. Dietrich von Papen * 1611. (IV. Gen., jüngere Hauptlinie) Er diente als Kornett (d. h. Standartenfähnrich mit Offiziersrang) im kaiserlichen Reiterregiment des Oberst von Vallois
8. Johann Franz von Papen (VII. Gen., Linie Westrich), Herr zu Westrich, bayerischer Cornett, um 1710.
9. Ernst von Papen-Wesseler (V. Gen., Linie Bockum), Herr auf Haus Bockum und auf Essenthlo, kaiserlicher Oberst im Dreißigjährigen Krieg, unter anderem tapferer Verteidiger von Paderborn und Hanau/Hessen gegen die Schweden und Franzosen und Stadtkommandant von Friedberg, ⚭ 1620 mit Elisabeth von Bönninghausen, der Schwester des Lothar Dietrich Freiherr von Bönninghausen, unter anderem Kaiserlicher Feldmarschall-Leutnant und Maréchal de Cammp, des Königs von Frankreich, Herr auf Schloss Schnellenberg, bei Attendorn.
Dieser wiederum hatte einen natürlichen Sohn mit der Schwester seines Schwagers Ursula von Papen. Die Tochter Wilhelmine Margarethe von Oberst Ernst von Papen-Wesseler und Elisabeth von Bönninghausen heiratete Johann von Papen (VI. Gen., LinieWilbring), Bürgermeister von Werl.
Der Sohn aus dieser Ehe:
10. Caspar Theodor Anton von Papen, (VII. Gen. Linie Wilbring) * Werl 21. Juli 1674, † 1719 (zu seiner Zeit: Reichsadelsbestätigung), 1694 münsterscher Leutnant, dann Kurfürstlicher Hauptmann unter dem Kölner Domkapitel und kämpfe im spanischen Erbfolgekrieg, ⚭ Antonia Maria von Dücker, * 1676.
Ihre zwei Söhne:
11. Johann Josef Gaudenz von Papen, (VIII. Gen., Linie Wilbring) * Andernach 27. Dezember 1712, † vor 1780, sardinisch-piemontesischer Major.
12. Ernst Adolf Anton von Papen, (VIII. Gen. Linie Wilbring) * Andernach 21. März 1715, † Waltrop 21. Februar 1780, Herr auf Wilbring, Kaiserlicher Oberst, ⚭ 1766 Antonie von Kückelsheim.
Ihr Sohn:
13. Andreas von Papen (VI. Gen., Linie Soest), kämpfte als kaiserlicher Oberstleutnant im Kürassier-Regiment Dampierre im Schwedischen Krieg (1630–1635, ein Teilkrieg des Dreißigjährigen Krieges). Er starb 31-jährig den „Heldentod“.
14. Franz-Anton von Papen-Wesseler (Linie Bockum) (Enkel von Pos. 9) fielen 1692 im Kampf gegen die Türken in Ungarn
16. Johann von Papen (VII. Gen., Linie Westrich) war um 1700 bayerischer Kornett, sein Bruder
17. Hermann Ernst von Papen (VII. Gen., Linie Westrich) diente nach 1700 als Major bei der Fürstbischöflich Münsterschen Armee, beider Neffe
18. Albert von Papen (VIII. Gen., Linie Westrich) fiel 1753 als kaiserlicher Hauptmann in Krain
19. Johann Dietrich von Papen, um 1710, (VI. Gen., jüngere Hauptlinie) Fähnrich,
20. Josef von Papen (IX. Gen. Linie Wilbring), * Waltrop 15. Januar 1772, † Wilbring 5. April 1849, Herr auf Wilbring ⚭ mit Sophie von Geismar, * 8. September 1781 † Wilbring 22. August 1851, der Schwester des Majors und späteren russischen Generals Friedrich Caspar von Geismar. Er führte das russische Kontingent in der Völkerschlacht bei Leipzig, 1813 rettete er die Stadt Weimar vor der Zerstörung durch Napoleon. Die Eltern der beiden waren Clemens August von Geismar, münsterischer Major, und Bernardine von Berswordt.

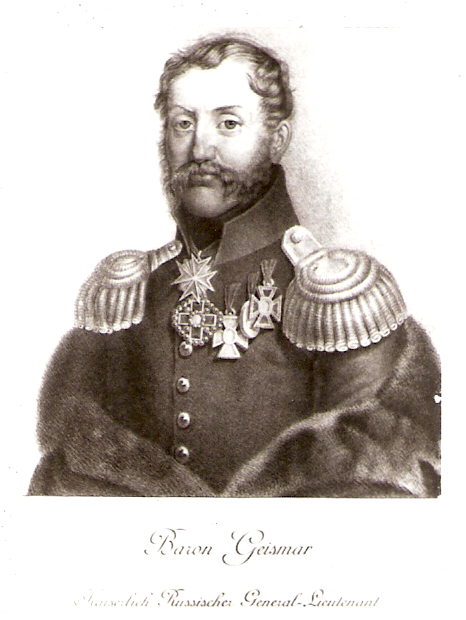
Friedrich Caspar Freiherr von Geismar (1783–1848), russischer Name: Fjodor Klementjewitch, zaristischer Generalleutnant, Schwager von Pos. 20 Josef von Papen und Onkel von Pos. 21 Ferdinand von Papen-Wilbring

Aus der Ehe des Pos. 20: Josef von Papen mit Sophie von Geismar folgende Söhne:
21. Ferdinand von Papen, (X. Gen. Linie Wilbring, Herr auf Wilbring, Stammvater der Linie Wilbring I) ⚭ Werl 26. August 1834 Antonie von Papen, * Werl 12. Februar 1814, † Evenkamp 14. Januar 1875 (ältere Hauptlinie), Schwester des
22. Franz Josef von Papen (IX. Gen, Köningen), Herr auf Haus Köningen, * 6. März 1810, † 12. Oktober 1852, Fid. Bes. zu Köningen (1842), preußischer Leutnant a. D.; er kämpfte in den Befreiungskriegen gegen Napoleon. Er war, Meister vom Stuhl von 1844 bis 1847der Soester Freimaurer-Loge „Zur Bundeskette“, verheiratet mit der Schwester des vorgenannten Ferdinand (Überkreuzehen mit den gegenseitigen Schwestern), Kasparine von Papen, * Wilbring 22. Februar 1815, † Warendorf 23. Februar 1891.
23. 2 Brüder des Pos. 21: Ferdinand von Papen:
24. Philipp von Papen (X. Gen. Linie Wilbring 3 nach 2 Generationen im Mannesstamm ausgestorben), * Wilbring, 9. April 1807, † Werl 18. Juli 1881, Rittmeister, lebte in Werl auf dem alten Herrensitz Bötel. ⚭ Münster i. W. 6. Oktober 1834 Klementine Freiin von Wenge * Münster 10. September 1812, † Werl 9. August 1880, Tochter des Generalleutnants von Wenge und dessen Frau Klara Pocke
25. Theodor von Papen, (X. Gen. Linie Wilbring 2) * Wilbring 13. Februar 1817, † Recklinghausen 21. September 1875, preußischer Major ⚭ Trier 3. September 1839 mit Luise von Welfer genannt von Netzer
26. Sohn des Pos.24: Philipp von Papen (XI. Gen. Linie Wilbring 3): Friedrich Caspar von Papen, (XI. Gen., * 30. August 1838, Leutnant im 8. Husarenregiment zu Paderborn ⚭ 10. Oktober 1863 Anna von Droste Vischering-Padtberg.
27. Vier Söhne des Ferdinand von Papen s. Pos. 21:
28. Wilhelm Franz von Papen, (Gen. XI., Linie Wilbring 1) * Schloss Wilbring 16. Dezember 1837, Rittmeister, 8. Cuirass. zu Deutz, † 12. Januar 1886, kämpfte im deutsch-französischen Krieg 1870/71, Ritter des Eisernen Kreuzes
29. Franz Joseph von Papen, (Gen. XI., Linie Wilbring 1) * Schloss Wilbring 26. Januar 1843, † 1. März 1925 in Detmold, Oberstleutnant, kämpfte 1870/71 im deutsch-französischen Krieg 1870/71, Ritter des Eisernen Kreuzes
30. Ferdinand von Papen, (Gen. XI., Linie Wilbring 1) * Schloss Wilbring 28. November 1844, als Leutnant verwundet 1870 bei der Reiterschlacht von Gravelotte, im Lazarett Rochusberg/Bingen an seinen Verwundungen 18. August 1870 gestorben, Ritter des Eisernen Kreuzes
31. Ludwig Carl Michael, (Gen. XI., Linie Wilbring 1) * Wilbring 22. Februar 1846, † 26. März 1916 in Bad Godesberg, Major a. D. kämpfte im deutsch-französischen Krieg 1870/71, Ritter des Eisernen Kreuzes
32. Drei Söhne von Pos. 22: Franz Joseph von Papen:
33. Friedrich Franz von Papen, (Gen. X, Linie Köningen) * 18. Dezember 1839 in Werl, † 12. Juli 1906 (1839–1906) ein Oberst bei den 5. Ulanen in Düsseldorf, Träger des Ordens des Eisernen Kreuzes, Kriegsheld im deutsch-französischen Krieg von 1870/71, Mitglied des engeren Freundeskreises und Corpsbruder (Corps Borussia Bonn) des Kronprinzen von Preußen und späteren Kaisers Wilhelm II.,

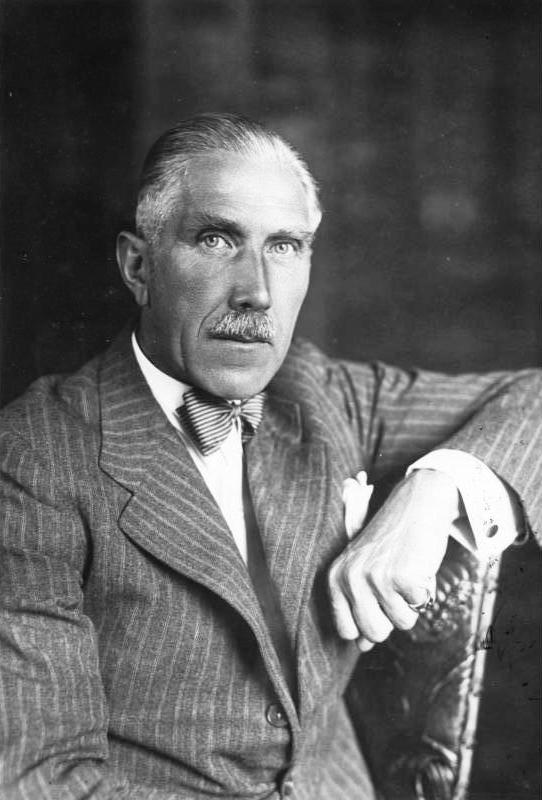
Franz von Papen (Köningen), kaiserl. Page, Militärattaché in den USA und Mexiko 1914, als kaiserlicher Oberstleutnant im Ersten Weltkrieg in der türkischen Armee (hochdekoriert), enger Berater von Kemal Pascha (genannt Atatürk), Reichskanzler, Vizekanzler, Botschafter in Österreich und in der Türkei, Päpstlicher Geheimkämmerer, Ehrenbürger der Stadt Werl (1945 entzogen)

34. Clemens Michael von Papen, (Gen. XII, Linie Köningen) * 26. Oktober 1844 in Werl, † in Bonn am 3. November 1891, Hauptmann a. D., ledig, Ritter des Eisernen Kreuzes
35. Detmar Christoph Waldemar von Papen, (Gen. XII, Linie Köningen) Ritter des Eisernen Kreuzes, * 1. Mai 1850 in Werl/Westf., † 15. August 1898. Leutnant der Reserve und später Polizeileutnant. Urenkel von ihm (Dr. ing. Michael von Papen) (Gen. XV) ist promovierter Verfahrenstechniker und Leutnant der Reserve der NVA.
36. Zwei Söhne von Pos. 33:
37. Hans von Papen, (Gen. XI, Linie Köningen) * 26. September 1873, Herr auf Haus Köningen, Sälzeroberst, Preuß. Staats-Forstmeister, Preuß. Major a. D. Inhaber des Eisernen Kreuzes I. und II. Klasse von 1914., Träger des Franz-Joseph-Ordens, des Ordens der Eisernen Krone und anderer, † 1. Juli 1944.
Drei Söhne von ihm: 39. bis 41.
38. Franz von Papen (Gen. XI,Linie Köningen), * 29. Oktober 1879 in Werl, † 1. Mai 1969, Obersasbach Baden, kaiserlicher Page, Deutsche Militärattachee in den USA und Mexiko, Oberstleutnant a. D., Regimentskommandeur in der osmanischen Armee, unter Kemal Pascha, genannt Atatürk, hochdekoriert in der türkischen Armee, Landtagsabgeordneter der Zentrumspartei im Preußischen Landtag, Reichskanzler 1932, Vizekanzler 1933, deutscher Botschafter in Wien und danach in Ankara.
39. Drei Söhne von Pos. 37:
40. Friedrich Sigmund von Papen, (Gen. XII, Linie Köningen) * 7. November 1914 in Düsseldorf, gefallen bei Minsk 22. Dezember 1943, Rittmeister und Kompaniechef in einem Panzergrenadier-Regiment
41. Hans Lothar von Papen, (Gen. XII, Linie Köningen) Zwillingsbruder von Pos. 40., gefallen bei Orel/Russland 2. August 1943, Rittmeister u. Bataillonskommandeur in einem Panzer-Grenadier-Regiment
42. Hubertus von Papen, (Gen. XII, Linie Köningen) * auf Köningen, 29. Januar 1920, Leutnant d. Luftwaffe d. R., Sälzeroberst, † Frühjahr 2011.
43. zwei von mehreren Neffen von 22:
44: Adolf von Papen (Gen. XII, Linie Münstermaifeld) * 7. November 1841, † Düsseldorf 17. Dezember 1928, preußischer Generalmajor a. D., ⚭ Düsseldorf 23. September 1868 mit Fanny von Steffens, der Schwester von Ehefrau von Pos. 33, und Vetter von Pos. 38
45. Johann Edmund von Papen (Gen. XII, Linie Münstermaifeld, * Münstermaifeld 11. Juni 1845, † Brilon 22. Dezember 1906, Oberstleutnant a. D. Ehrenamtmann des Amtes Thühlen) ⚭ Danzig 21. Januar 1883 mit Eugenie Heyn aus einer in Danzig ansässigen englischen Kaufmannsfamilie.
46. Ernst von Papen, (Sohn von Pos. 44; Gen. XIII, Linie Münstermaifeld), * 1878 in Düsseldorf, † 14. März 1968 in Bornhausen. Ein Sohn:
47. Einer von seinen zwei Söhnen: Hans Jürgen von Papen, * Düsseldorf 11. September 1920, gefallen bei Kiew 17. September 1941, Leutnant im Reiter-Regiment 17
48. Sohn von Pos 45:
Fritz von Papen, (Gen. XIII; Linie Münstermaifeld) Oberst i. G., im Ersten Weltkrieg Kommandeur des Kaisern Augusta Regimentes, verwundet, verlor ein Bein. Im Zweiten Weltkrieg div. Stabspositionen, nach dem Zweiten Weltkrieg als Dolmetscher bei der High Commission auf dem Petersberg, der alliierten Kommission, die die Gründung des westdeutschen Teilstaates vorbereitete.
49. Adolf Victor von Papen, Sohn von Pos. 29; (Gen. XII, Linie Wilbring), * 31. Dezember 1900 Detmold, † 22. Februar 1979, Oberstleutnant im Zweiten Weltkrieg, kam bei Kowno in sowjetische Gefangenschaft, Spätheimkehrer 1955.
50. Wilderich von Papen, Sohn von Pos. 30; (Gen. XII. Linie Wilbring), * 2. Juli 1880 in Köln, † 26. Februar 1944 im Offiziersgenesungsheim im Falkenstein als Oberstleutnant z. V., sein Sohn Willy starb an seinen schweren Verwundungen am 20. November 1943 in Lemberg.
51. Carl Felix Maria Michael von Papen, Gen. XIII, Linie Wilbring, * 5. Oktober 1905 in Saint Privat bei Metz, † 26. Mai 1978 in Bonn, Bruder von Felix von Papen, der im KZ Buchenwald umkam (hierzu: bekannte Vertreter der Familie) Verwaltungsjurist und Amtsleiter bei der Stadt Berlin, im Zweiten Weltkrieg Major d. R. (schwer verwundet auf dem Rückzug in Ungarn), nach dem Krieg Bezirksdirektor bei der Barmer Ersatzkasse. Einer seiner drei Söhne ist Oberleutnant der Luftwaffe d. R.
52. Stud. phil. Wolfgang Alexander von Papen, (Gen. XIII, Linie Wilbring,) * 7. August 1920 in Brühl bei Köln, als Gefreiter OA nach Einsatz in Frankreich und Jugoslawien in Stalingrad schwer verwundet und noch ausgeflogen. Am 15. Mai 1944 aus der Wehrmacht entlassen. Dann beim Kampf um Berlin 1945 freiwillig im Volkssturm im Kampf um das Zentrum von Berlin in Sowjetgefangenschaft geraten und von diesen mit drei Kameraden erschossen. Er ist ein Bruder zu Pos. 51 und zu Felix von Papen (hierzu: Bekannte Vertreter der Familie).
52. Udo von Papen (Gen. XIII; Linie Wilbring 2-Schwochow), * 28. April 1922 Gut Schwochow/Pyritz, Pommern, Leutnant im Infanterie-Regiment 94, gefallen am 12. Juni 1942 in Watolino, Russland. Seine Eltern: Jost von Papen, Herr auf Gut Schwochow ⚭ mit Ilse Haberlandt. Die drei Schwestern von Ilse Haberlandt hatten folgende Ehemänner: Paula Haberlandt, ⚭ mit General d. Inf. Wilhelm Wegener, Kdr. General. LAK, Ritterkreuz mit Eichenlaub und Schwertern, gefallen September 1944 bei Riga; Sabine Haberlandt ⚭ mit Generalleutnant René de L’homme de Courbière, in englischer Gefangenschaft in Wildeshausen/Oldenburg am 7. Mai 1946, aufgrund der Haftbedingungen verstorben, Inge Haberlandt ⚭ mit Hans Gunter von Roell, Oberst im Zweiten Weltkrieg.

### Bekannte Vertreter der Familie

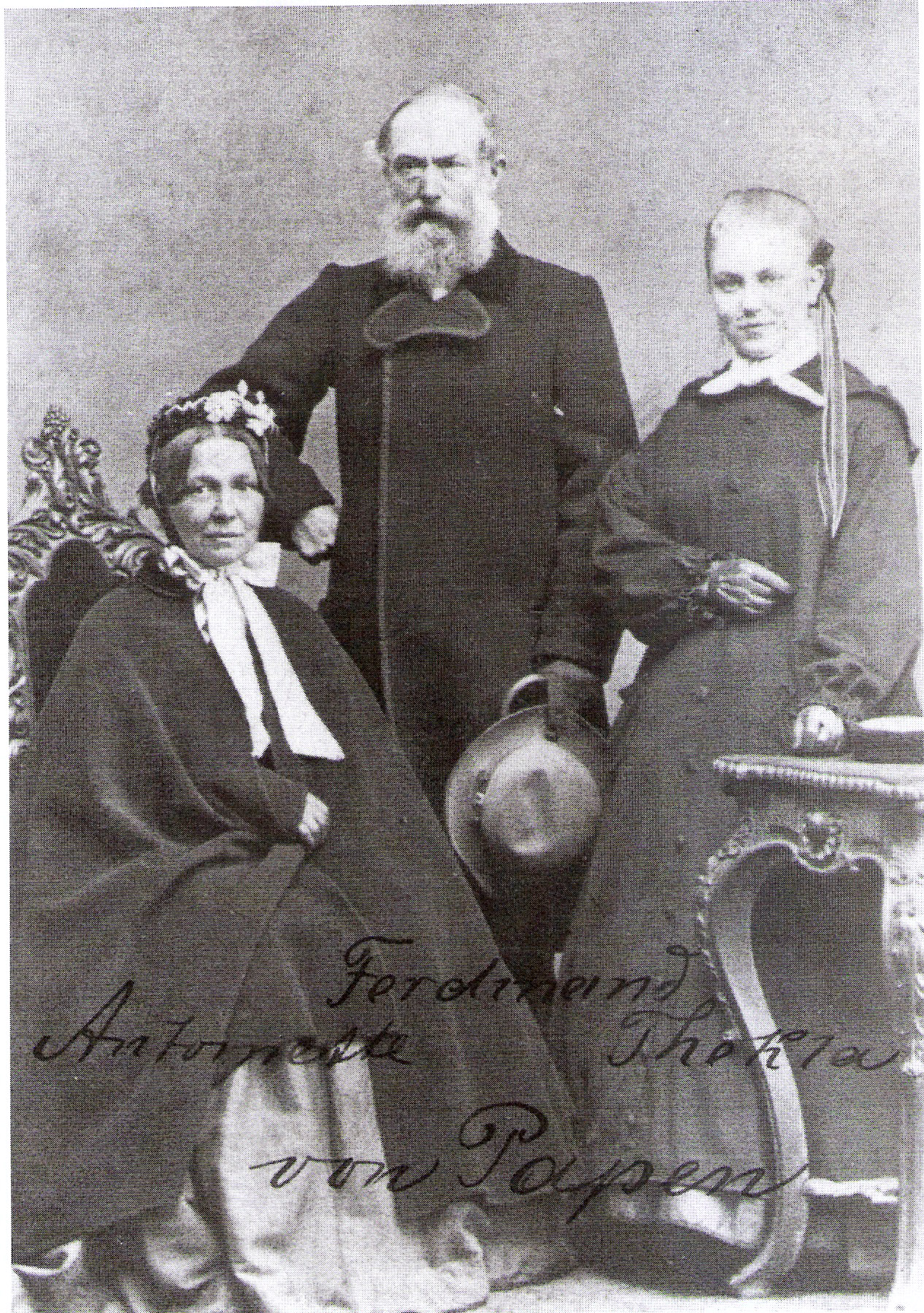
Ferdinand von Papen-Wilbring, Herr auf Haus Wilbring mit Ehefrau Antoinette geb. von Papen-Köningen, Schwester des Franz-Joseph von Papen-Köningen, Herr auf Haus Köningen, (sie sind die Stammeltern der Linie Wilbring 1) mit Tochter Tekla, später verheiratet mit Regierungsrat Custodis, Werne

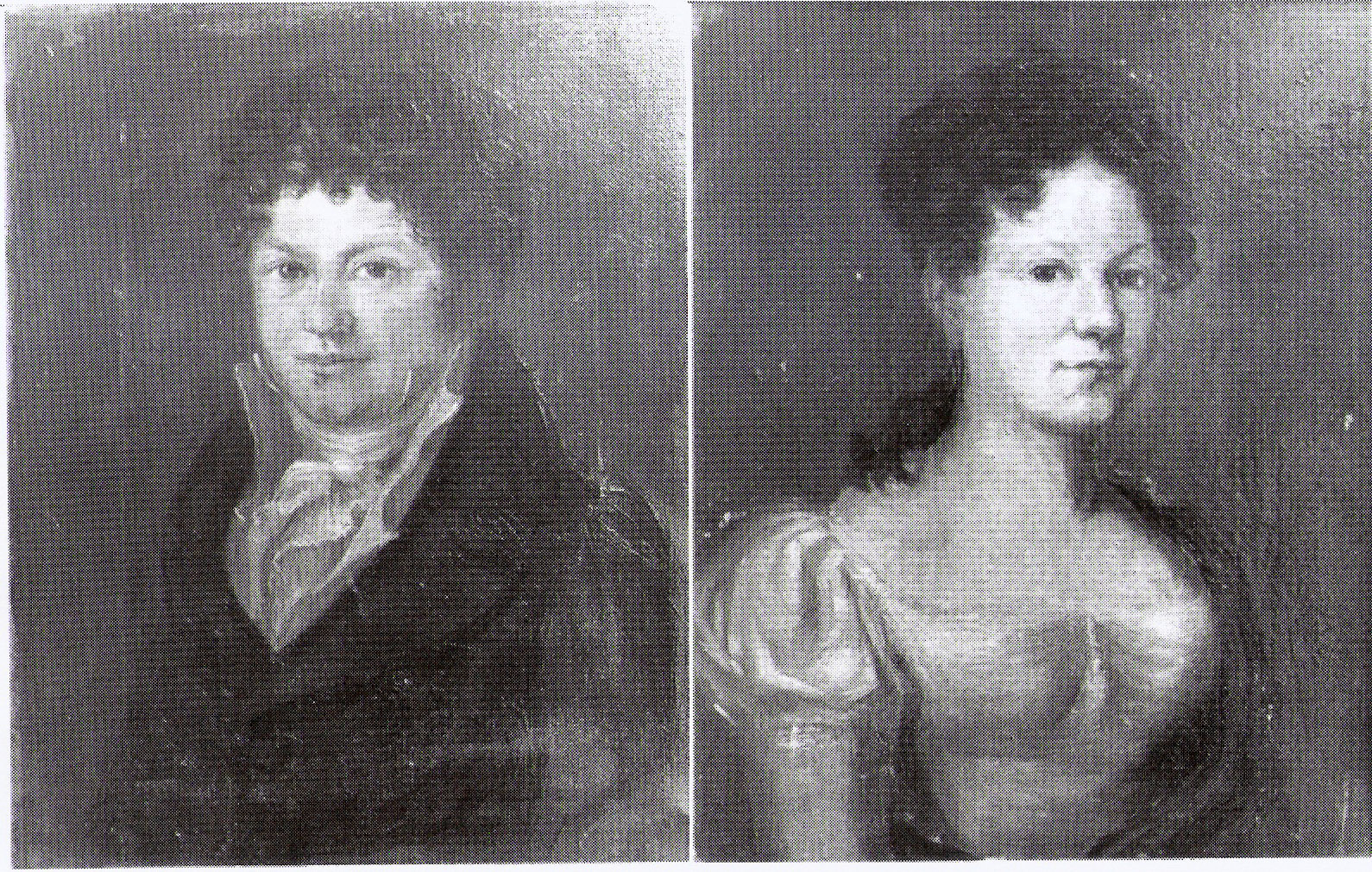
Franz-Josef von Papen-Köningen, Sälzeroberst, Fedeikomißbesistzer von Köningen mit seiner Frau Casparina geb. von Papen-Wilbring, Schwester von Ferdinand von Papen-Wilbring, Herr auf Wilbring

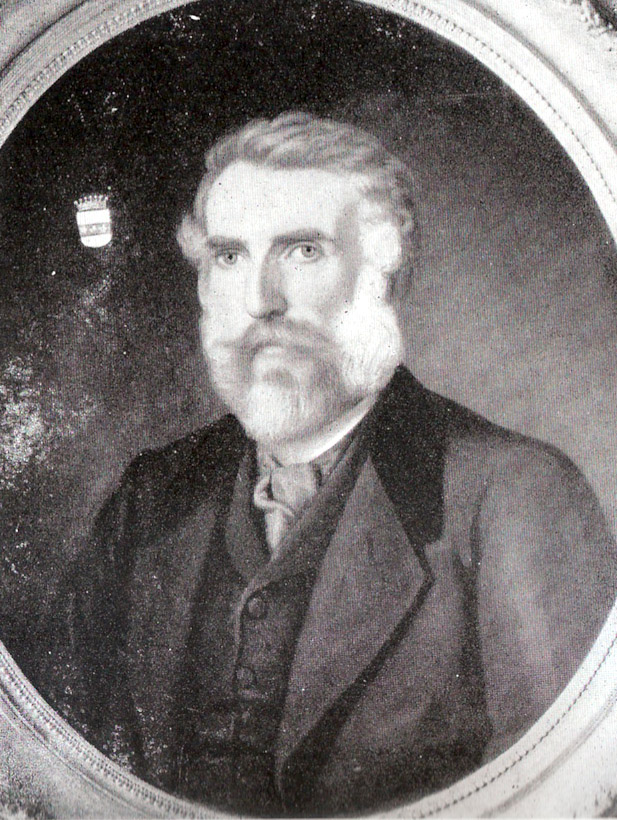
Egon von Papen-Lohe, Fideikommißbesitzer auf Haus Lohe, Gutsbs. auf Haus Antfeld und Westernkotten, verh. mit Karoline Freiin von Romberg, Schwester des Toller Bomberg.

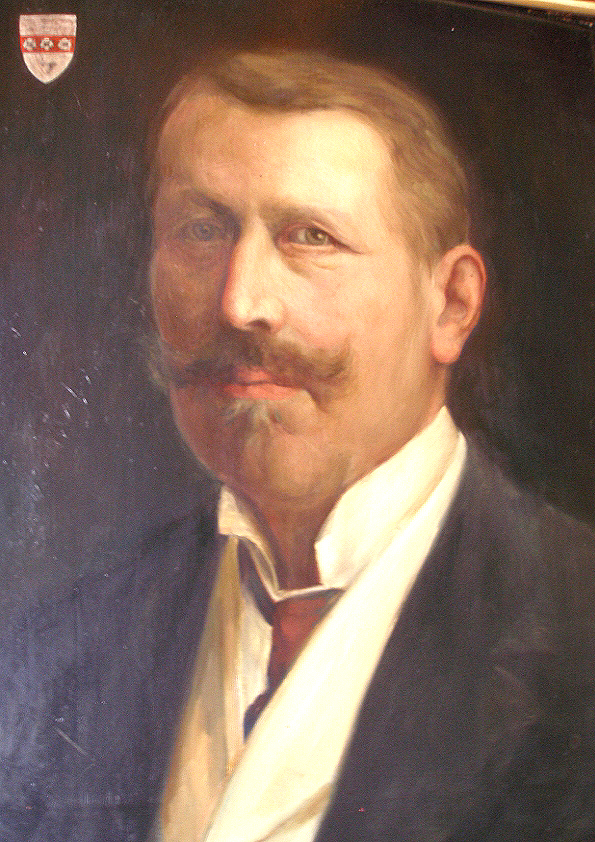
Friedrich von Papen-Köningen, Oberst bei den 5. Ulanen in Düsseldorf; er gehörte zum engeren Freundeskreis und war ein Corpsbruder (Corps Borussia Bonn) des Kronprinzen von Preußen, des späteren Kaisers Wilhelm II.

Vor dem gesellschaftlichen Wandel von einer aristokratisch bestimmten Gesellschaft zu einer großbürgerlichen sind die wichtigsten Vertreter der Sälzerfamilie Papen im Königreich Preußen, Franz Joseph von Papen-Köningen zu Werl, Herr auf Haus Koeningen im Kreis Soest (Ältere Hauptlinie, Nebenlinie Köningen), Werner von Papen-Westrich, Herr auf Gut Westrich, ebenfalls im Kreis Soest (Ältere Hauptlinie, Nebenlinie Westrich, heute ausgestorben), Ferdinand von Papen-Wilbring, Herr auf Schloss Wilbring bei Waltrop, im Kreis Recklinghausen (Ältere Hauptlinie, Nebenlinie Wilbring 1), Egon von Papen-Lohe auf Schloss Lohe bei Werl und Schloss Antfeld (Fideikommiss) im Kreis Brilon und Westernkotten im Kreis Lippstadt (Jüngere Hauptlinie.), verheiratet verh. mit Karoline Freiin von Romberg, Schwester des Toller Bomberg., Ferdinand von Papen-Münstermaifeld, (Ältere Hauptlinie, Nebenlinie Münstermaifeld) Herr auf Gut Münstermaifeld bei Mayen/Eifel.
Eine bedeutende Stellung im 1871 gegründeten Deutschen Kaiserreich nahm Friedrich von Papen (1839–1906) ein, Oberst bei den 5.Ulanen in Düsseldorf, Träger des Ordens des Eisernen Kreuzes, Kriegsheld im deutsch-französischen Krieg von 1870/71, Mitglied des engeren Freundeskreises und Corpsbruder des Kronprinzen von Preußen und späteren Kaiser Wilhelm II.
Sein Sohn Franz von Papen, 1932 ein halbes Jahr lang (vom 1. Juni bis 12. September 1932) deutscher Reichskanzler, war der bedeutendste Repräsentant (ältere Hauptlinie), der Sälzerfamilie von Papen.
Im Widerstand gegen das nationalsozialistische System stand Felix von Papen, Bankkaufmann und Wirtschaftsjournalist. Er verkehrte in Berlin in diversen preußisch-monarchistischen und großbürgerlichen Kreisen, zu denen auch junge Offiziere der Reichswehr gehörten, die später im militärischen Widerstand aktiv waren und versuchte 1933 einen politischen Widerstand zu organisieren. Er griff unter anderem in Denkschriften die Rechtsbrüche der NS-Organisationen an und stellte sich vor seine preußisch-jüdischen Freunde, denen er auch bei der Emigration half. Er wurde am 12. Mai 1910 in Diedenhofen/Lothringen (damals Deutsches Reich) geboren und starb wenige Tage vor Kriegsende, im Mai 1945 als Lagerinsasse des KZ Buchenwald. Er wurde im Dezember 1933 unter nicht geklärten Umständen aus seinem Haus in Berlin-Kladow entführt und in das KZ Oranienburg überführt. Am 14. Juli 1934 wurde er für zwei Wochen ins KZ Lichtenberg überführt und dann freigelassen. Wenige Wochen später wurde er wieder verhaftet und wenig später wieder freigelassen. Er emigrierte erst in die Schweiz, und nach dem Anschluss Österreichs und dem verstärkten Auftreten von NS-Gruppen in der Schweiz, in die Niederlande, der Heimat seiner Mutter. Nach der Besetzung wurde er durch Denunzierung in seinem Versteck aufgestöbert, erneut verschleppt und in das KZ Buchenwald eingeliefert. Hier starb er an den Folgen der Haftbedingungen wenige Tage vor der Befreiung durch US-Truppen.
In der Emigration schrieb er ein Buch Ein von Papen spricht … über seine Erlebnisse in Hitlerdeutschland und seine schmerzvolle Zeit und die erlebten Verbrechen im KZ Oranienburg, das 1938 in Amsterdam erschien und parallel hierzu in Willi Münzenberg, in Amsterdam und Paris herausgegebenen Zeitung "Die Zukunft" abgedruckt wurde. In den Niederlanden wurde sein Buch wegen Beleidigung eines befreundeten Staates noch vor Kriegsbeginn verboten.
Felix von Papen war der 3. Sohn von insgesamt 5 Kindern des Bergbauingenieurs und Bergwerksdirektor in Metz/Lothringen Felix Michal von Papen (Linie Wilbring 1) * auf Gut Himmelpforten und Vetter von Franz von Papen, Reichskanzler 1932. Seine Mutter war Maria Scholten, Tochter des Gründers der Basalt AG, Linz, und deren Bruder war Dipl.-Ing. Jan Arendt Scholten, Herr und Besitzer der Genovevaburg in Mayen. Felix von Papen hinterließ seine Frau mit drei Kindern.
Die älteste Tochter von Ferdinand von Papen (Wilbring 1), Paula Margarete von Papen, geb. 9. Juli 1835 wurde für ihre Verdienste im Krieg zwischen dem Norddeutschen Bund und Frankreich hochdekoriert. Sie war Trägerin des königl. bayer. Verdienstkreuzes von 1870/71, des königlich preußischen Augusta-Kreuzes und der Medaille für Nichtacombattante. Sie war eine Frau mit ausgeprägten Charakterzügen. Sie heiratete Georg Josef von Papius geb. 24. Februar 1812. Er ist der Autor des Buches Geschichte der Salinen zu Werl und der Dortigen Erbsälzer von Lilien und von Papen sowie der Familie von Papen Genannt Papius in Bayern, 1864.
Die erste deutsche promovierte Biologin (Dr. phil. nat.) war Ruth von Papen (Linie Münstermaifeld). geb. in Bonn am 13. Januar 1908. Sie studierte in Köln und promovierte 1935. Sie lebte in und starb in Bonn in den 70er Jahren. Sie blieb unverheiratet und hatte einen extrem hohen Bildungsgrad und brillierte in allen Naturwissenschaften. Ihr Vater war Rudolf von Papen königl. preuß. Gerichtsassessor, geb. Münstermaifeld 15. Mai 1873, gest. 2. Dezember 1908 in Bonn, verh. in Bonn 8. Juni 1904 mit Agathe Freusberg, geb. in Bonn 26. Juli 1878.
Dr. Ferdinand Gaudenz von Papen (Wilbring 1), geb. 28. Oktober 1876 in Wetzlar, gest. 26. November 1942 in Halle, verh. 15. September 1942 in Berlin mit Laura (Lore)Walter, geb. 8. Januar 1884 in Berlin, gest. … in Tübingen, Privatwissenschaftler, war ein bekannter Saharaforscher und Asienreisender in den 1930er Jahren. Er gründete in den 1930er Jahren das Asiologische Museum im Zwinger, Dresden. Er war der Sohn von Major Ludwig v. P., geb. 23. März 1845 auf Schloss Wilbrng.
Helmut von Papen (Wilbring 1), Wissenschaftsjournalist, Publizist, Verleger und Buchautor auf dem Gebiet der Indianistik Nordamerikas. Seine Arbeiten in den Grenzbereichen, Eiszeitforschung, Archäologie, Genetik, und Ethnien, Geschichte, und der Wanderung von modernen Menschen der alteuropäischen Mitochondriale DNA N-Lineage (Haplogroup N), von Nordafrika über Palästina nach Nord- und Südamerika, seine unzähligen wissenschaftlichen Veröffentlichungen über die Anasazi, Mogollon, Hohokam und andere Kulturen des Südwestens Nordamerikas, über die früheiszeitlichen Kulturen Nordamerikas, die Entwicklung der Mound-Builder (Pyramiden bauenden Kulturen) im Mississippital und dem Südosten Nordamerikas und andere haben ihn dies werden lassen. Sein Buch über die Anasazi-Kultur und ihren Nachbarkulturen (Hohokam-Kultur, Mogollon-Kultur, Sinagua-Kultur) im Bereich der Four Corners Region in den USA ist die einzige wissenschaftliche und umfassende Arbeit in deutscher Sprache zu diesem Thema. „Es ist das Standardwerk zu diesem Themenkreis im deutschsprachigen Kulturraum“, Zitat: Dietmar Kuegler, Herausgeber und Chefredakteur vom Magazin für Amerikanistik. Papen hielt zu den Themen dieses Buches Vorlesungen an verschiedenen Universitäten: Freiburg, Stuttgart, Tübingen, Zürich und Vorträge an deutsch-amerikanischen Instituten, in Zusammenarbeit mit wissenschaftlichen Vereinigungen in München, Nürnberg, Würzburg. Ein weiteres Buch über den Staat der Natchez-Indianer am unteren Mississippi, das in enger Zusammenarbeit mit Jim Barnett, dem Direktor des Department für Archäologie und Geschichte des Staates Mississippi entstand, wurde mehrfach in großen Stückzahlen vom Staat Mississippi aufgekauft.

## Wappen
Blasonierung des Stammwappens: In Silber ein roter Balken, der mit drei silbernen Rosen belegt ist. Auf dem Helm mit rot-silbernen Decken ein wie der Schild belegter offener Flug. Ursprünglich führte das Wappen zusätzlich noch drei schwarze Salzpfannen, wie die meisten anderen Werler Sälzerfamilien. Im 17. Jahrhundert fielen diese weg.
Blasonierung des Wappens der Freiherren von Papius: Quadriert mit Mittelschild wie das Stammwappen. Felder 1 und 4 in Rot ein goldener einwärtsgekehrter Löwe, Felder 2 und 3 in Silber ein schwarzer Adler. Zwei gekrönte Helme mit rot-silbernen Decken: I. der goldene Löwe wachsend; II. der schwarze Adler.
Blasonierung des Wappens derer von Papen genannt Wesseler: Gespalten. Rechts in Blau zwei schmale rote Querbalken, dazwischen auf Silber drei rote Rosen nebeneinander, links in Silber ein rotes Ankerkreuz. Auf dem gekrönten Helm mit blau-rot-silbernen Decken ein offener blauer Flug, jeder Flügel mit dem silbernen, rot eingefassten Querbalken, auf welchem hier zwei Rosen liegen, dazwischen das Ankerkreuz.

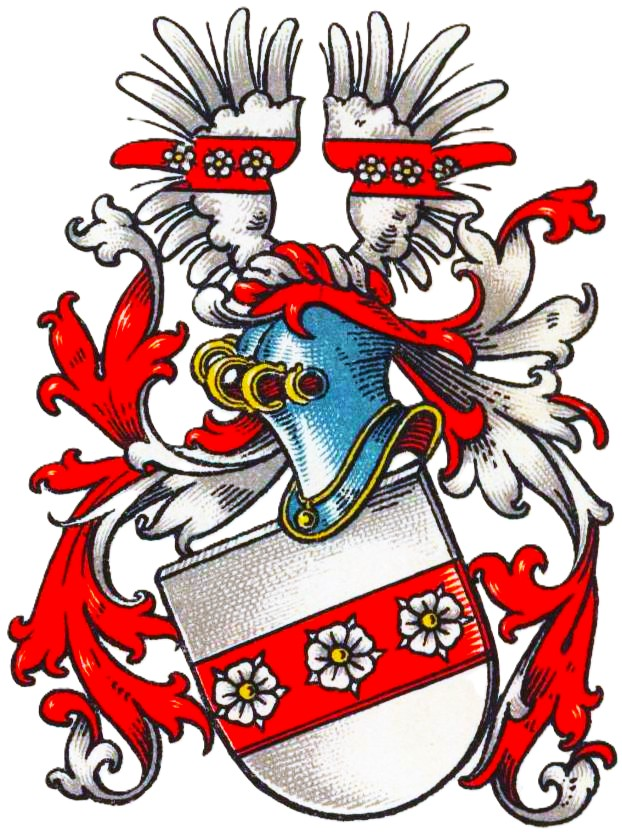
Wappen derer von Papen im Wappenbuch des Westfälischen Adels
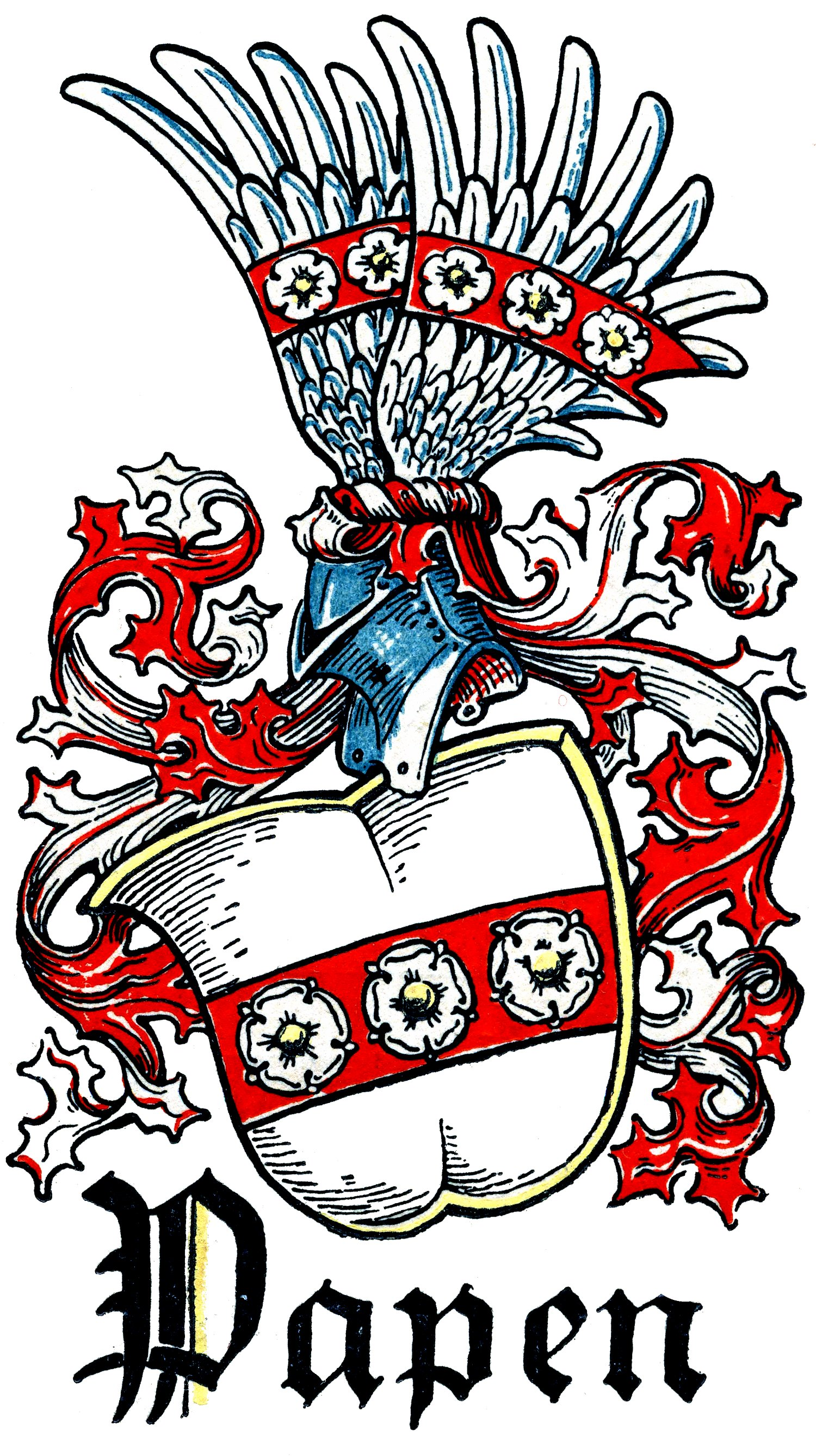
Wappen derer von Papen von Otto Hupp im Münchener Kalender von 1934
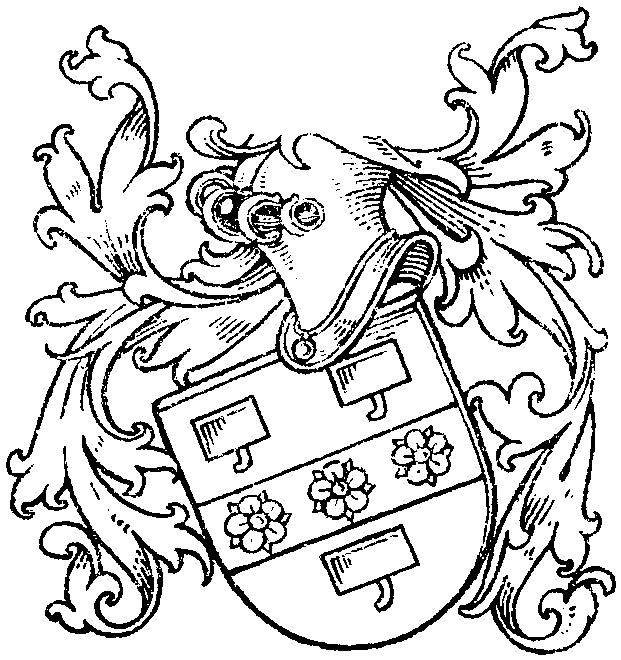
Sälzerwappen derer von Pape/Papen im Wappenbuch des Westfälischen Adels
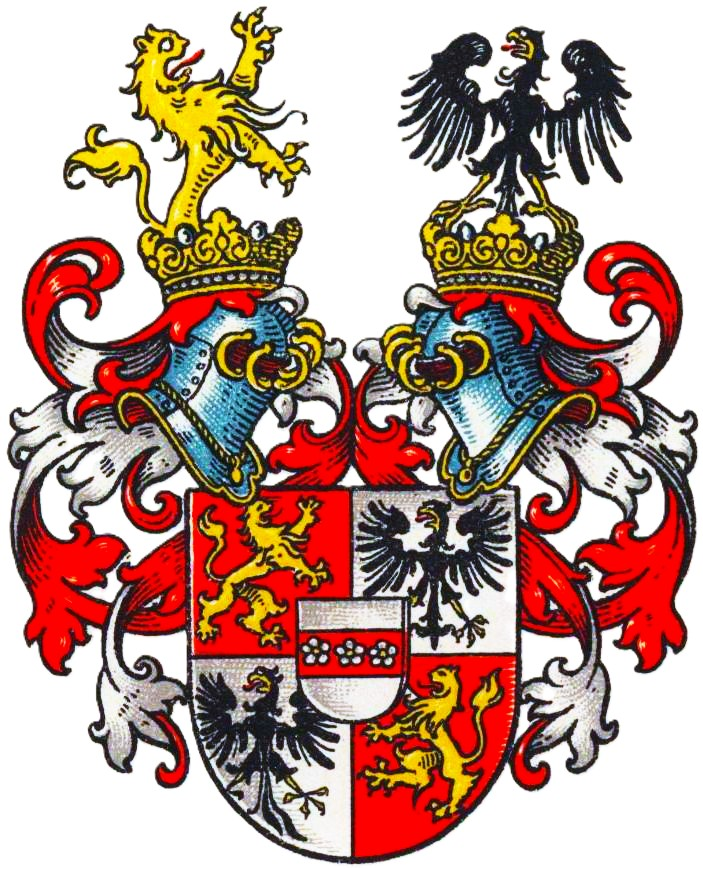
Wappen der Freiherren von Papius im Wappenbuch des Westfälischen Adels
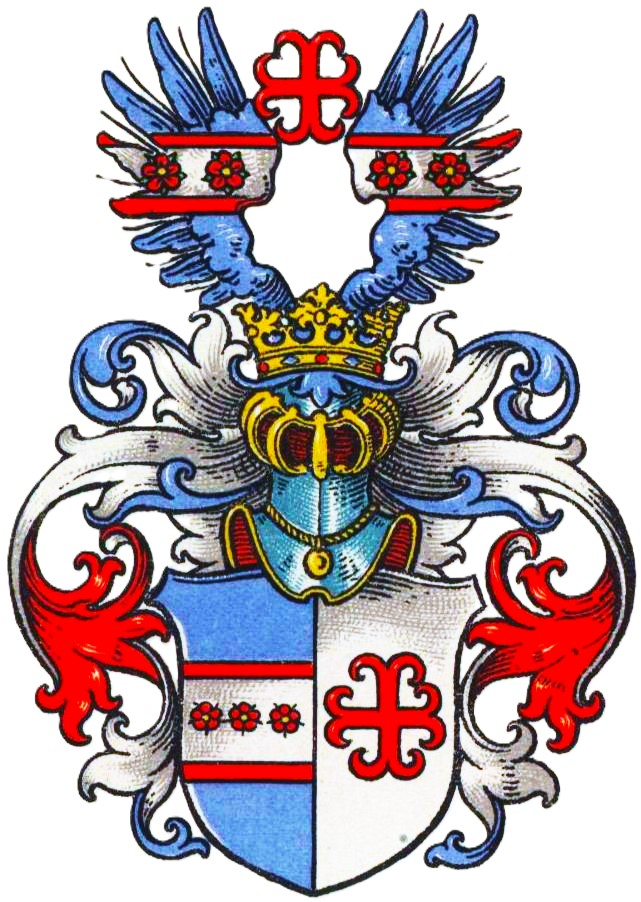
Wappen derer von Papen genannt Wesseler im Wappenbuch des Westfälischen Adels